# Умершие в сентябре 2018 года
Это список известных людей, соответствующих установленным критериям значимости (см. Википедия:Критерии значимости персоналий), умерших в сентябре 2018 года.
Причина смерти указывается лишь в исключительных случаях (убийство, самоубийство, гибель в результате военных действий, смертная казнь, ДТП или несчастные случаи). В остальных случаях — не указывается.

### 30 сентября

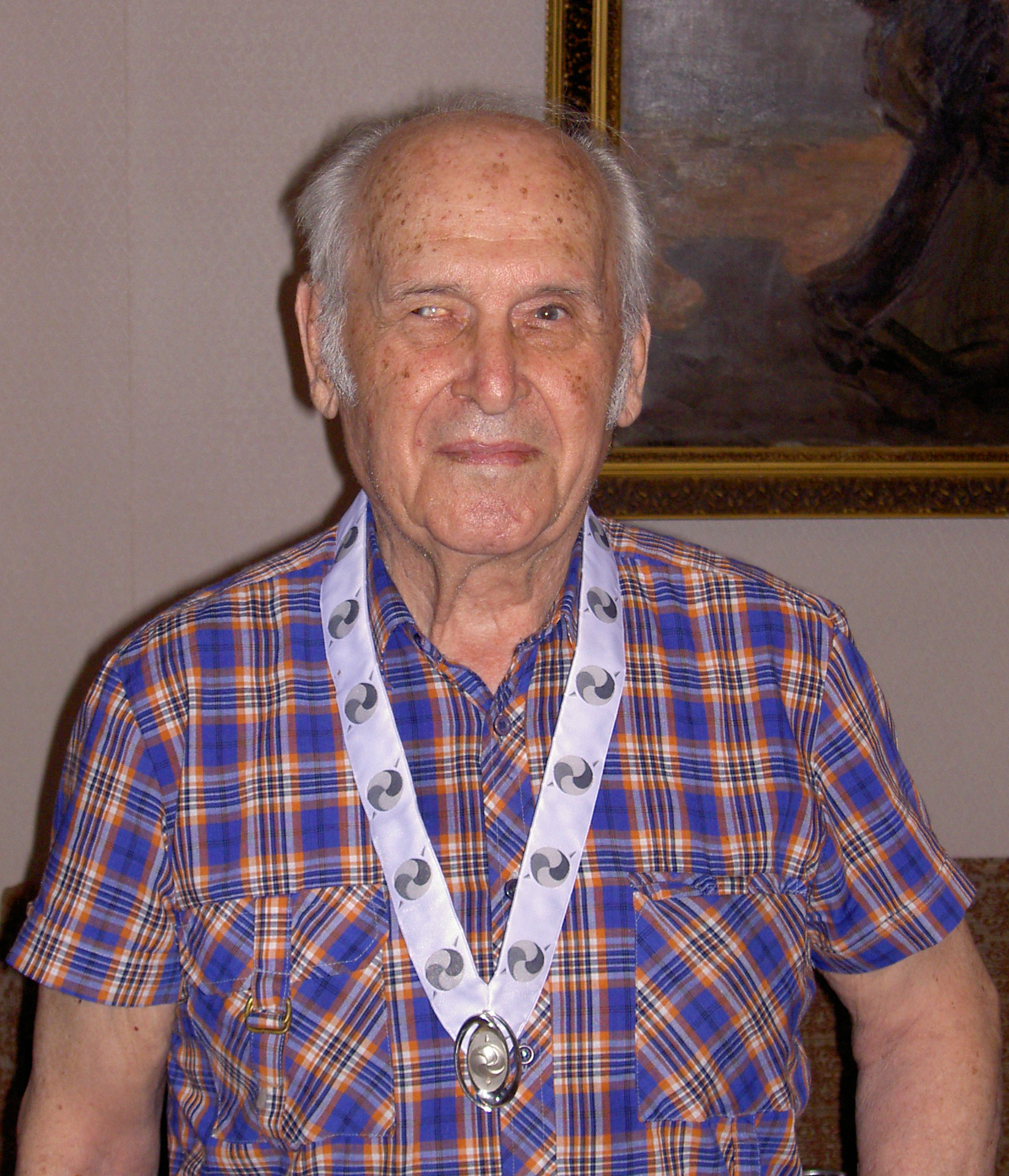
Василий Солодовников

- Анжела Мария (89) — бразильская певица[1].
- Кайм, Вильгельм[нем.] (83) — немецкий химик, иностранный член Российской академии наук (1994)[2]
- Лакер, Вальтер (97) — американский историк и политолог[3].
- Ларсен, Ким (72) — датский певец, автор песен и музыкант[4].
- Петильон, Рене (72) — французский художник-карикатурист[5].
- Симбирцев, Семён Александрович (89) — советский и российский патофизиолог, член-корреспондент АМН СССР — РАМН (1988—2014), член-корреспондент РАН (2014)[6].
- Солодовников, Василий Григорьевич (100) — советский экономист и дипломат, член-корреспондент РАН (1991; член-корреспондент АН СССР с 1966), Чрезвычайный и Полномочный Посол СССР в Замбии (1976—1981)[7].
- Струмилло, Чеслав (88) — польский химик и деятель образования, ректор Лодзинского технического университета (1987—1990)[8].

### 29 сентября

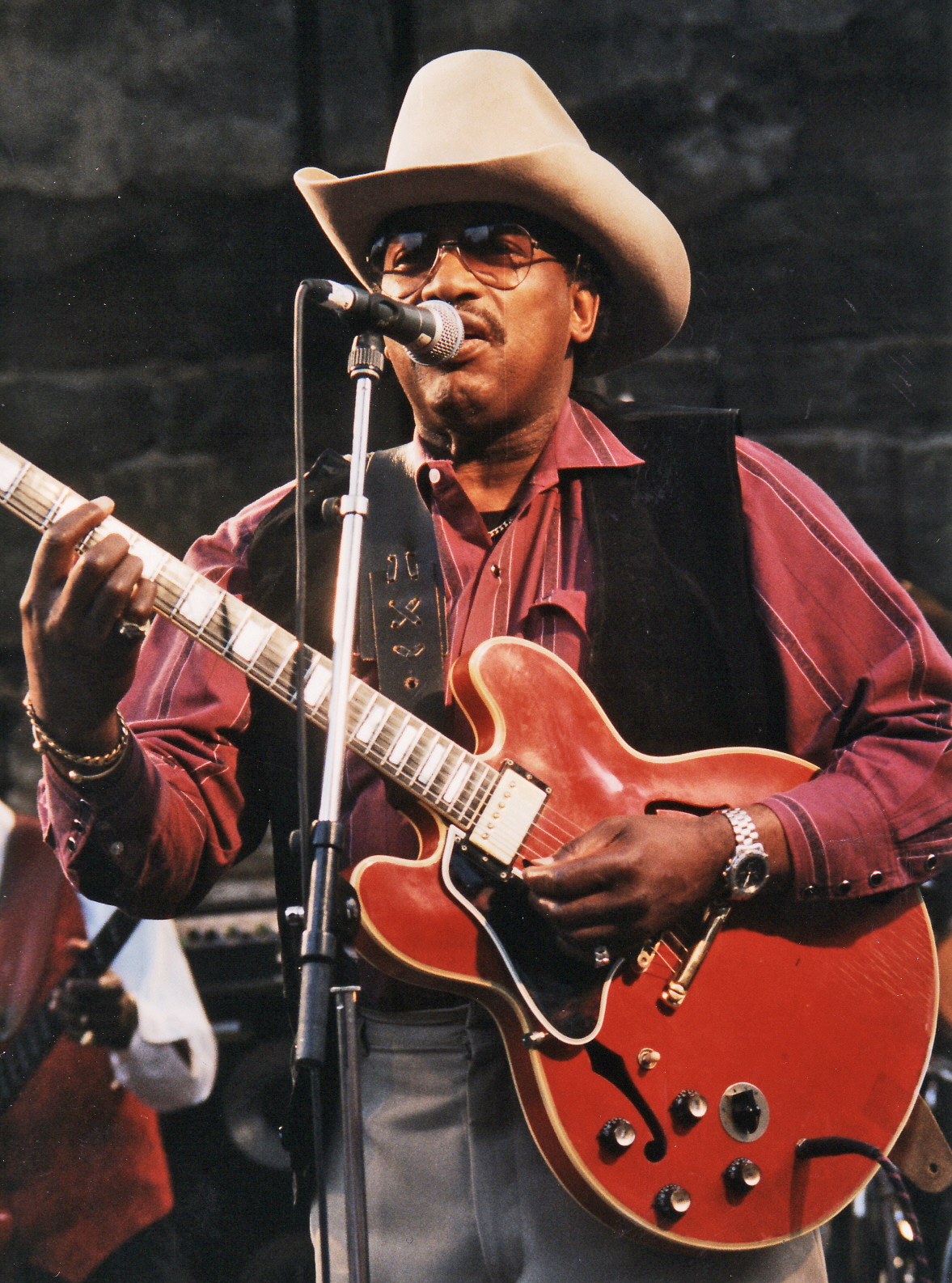
Отис Раш

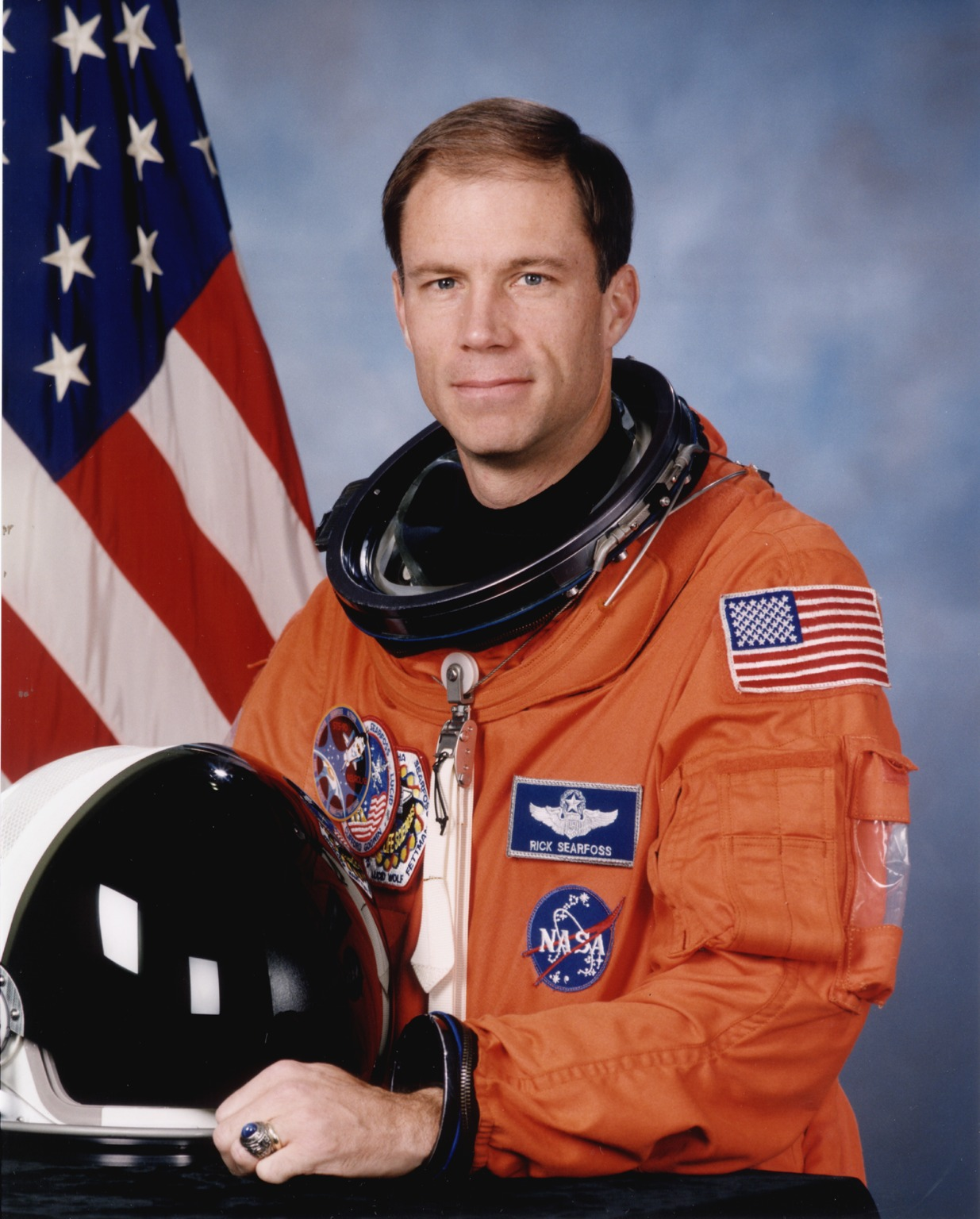
Ричард Сирфосс

- Аньолин, Луиджи (75) — итальянский футбольный арбитр, член Зала славы итальянского футбола (2012)[9].
- Лалым, Николай Сергеевич (67) — советский и российский тренер и судья международной категории по биатлону, заслуженный тренер России[10].
- Мороховец, Валерий (59) — советский мотоболист, чемпион СССР по мотоболу[11].
- Раш, Отис (84) — американский блюзовый певец и гитарист[12].
- Роубсон, Питер (88) — британский спортсмен-конник, двукратный бронзовый призёр летних Олимпийских игр: в Стокгольме (1956) и в в Токио (1964)[13].
- Сирфосс, Ричард Алан (62) — американский астронавт[14].
- Терриан, Грег (58) — канадский хоккеист («Торонто Мейпл Лифс», «Лос-Анджелес Кингз»)[15].
- Топал, Степан Михайлович (80) — советский и молдавский политический деятель, президент самопровозглашённой Республики Гагаузия (1991—1994)[16].

### 28 сентября

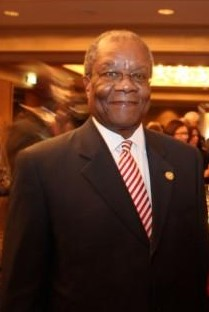
Барнабас Сибусисо Дламини

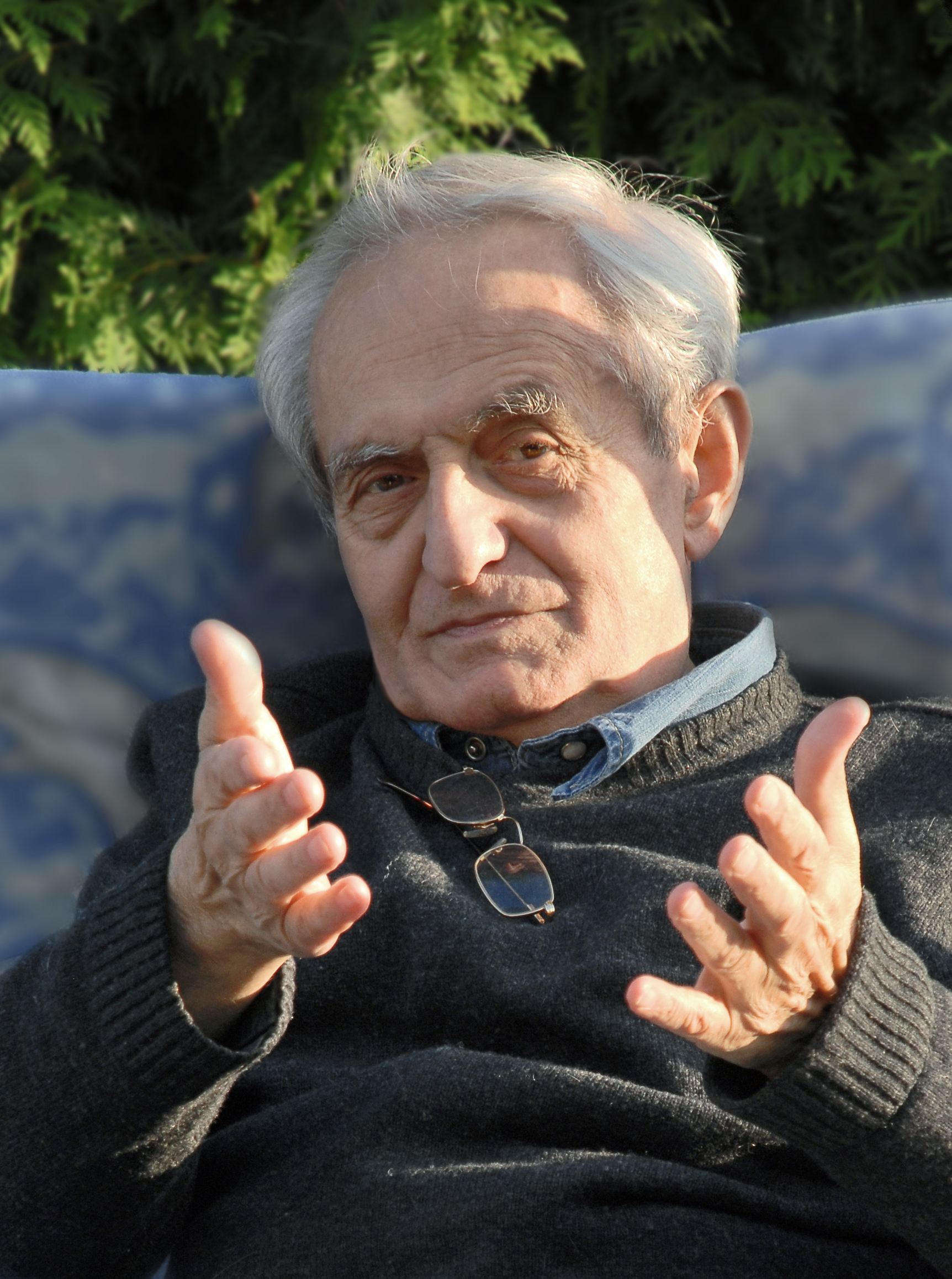
Илья Лежава

- Бутенко, Леонид Михайлович (70) — советский и украинский хоровой дирижёр, главный хормейстер Одесского национального академического театра оперы и балета (с 1974), заслуженный деятель искусств УССР (1987)[17].
- Гашимзаде, Фирудин Мамед Али оглы (82) — советский и азербайджанский физик, действительный член Академии наук Азербайджана, директор Института физики Академии наук Азербайджана (1994—2000), заслуженный деятель науки Азербайджана (2015)[18].
- Гоян, Еремей Петрович (78) — советский и украинский писатель и журналист[19].
- Джейн, Роберт (88) — австралийский автогонщик[20].
- Джани, Ипполито (77) — итальянский легкоатлет, серебряный призёр Европейских легкоатлетических игр в помещении в Дортмунде (1966)[21].
- Дламини, Барнабас Сибусисо (76) — свазилендский государственный деятель премьер-министр Свазиленда (1996—2003, 2008—2018)[22].
- Крыстев, Эмил (102) — болгарский эпидемиолог[23].
- Лежава, Илья Георгиевич (83) — советский и российский архитектор, заслуженный архитектор Российской Федерации, академик РААСН[24].
- Макаревич, Николай Петрович (77) — советский и украинский дипломат, Чрезвычайный и Полномочный Посол Украины в Австрии (1994—1999) и Эстонии (1999—2005)[25].
- Мастерофф, Джо (98) — американский драматург[26].
- Силов, Юрий Викентьевич (68) — советский легкоатлет, двукратный призёр Олимпийских игр: серебряный в Мюнхене (1972) и бронзовый — в Монреале (1976)[27].
- Фарес, Тара (22) — иракская модель, «Мисс Ирак-2015»; убита[28].
- Чиладзе, Тамаз Иванович (87) — советский и грузинский писатель драматург и поэт, брат Отара Чиладзе[29].
- Эйдус, Предраг (71) — сербский актёр[30].

### 27 сентября

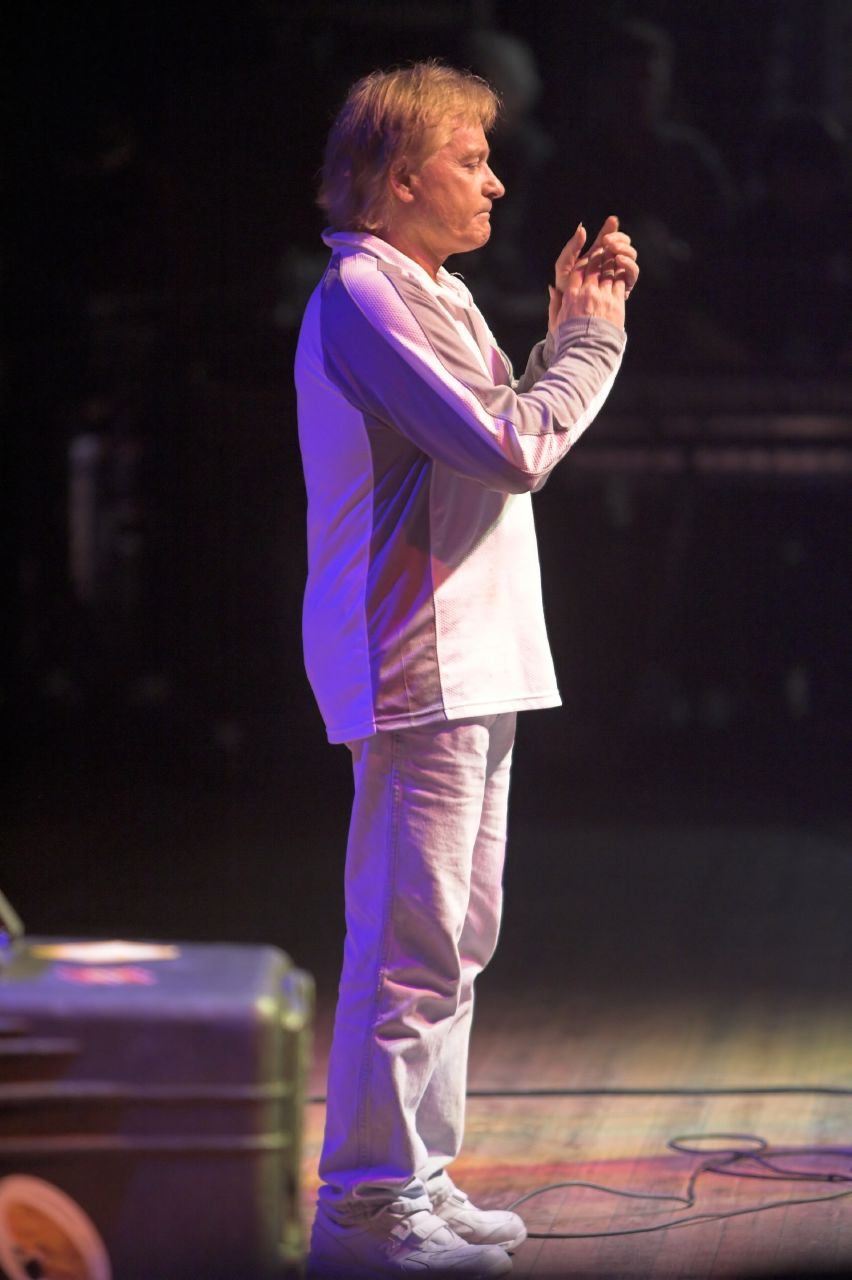
Марти Балин

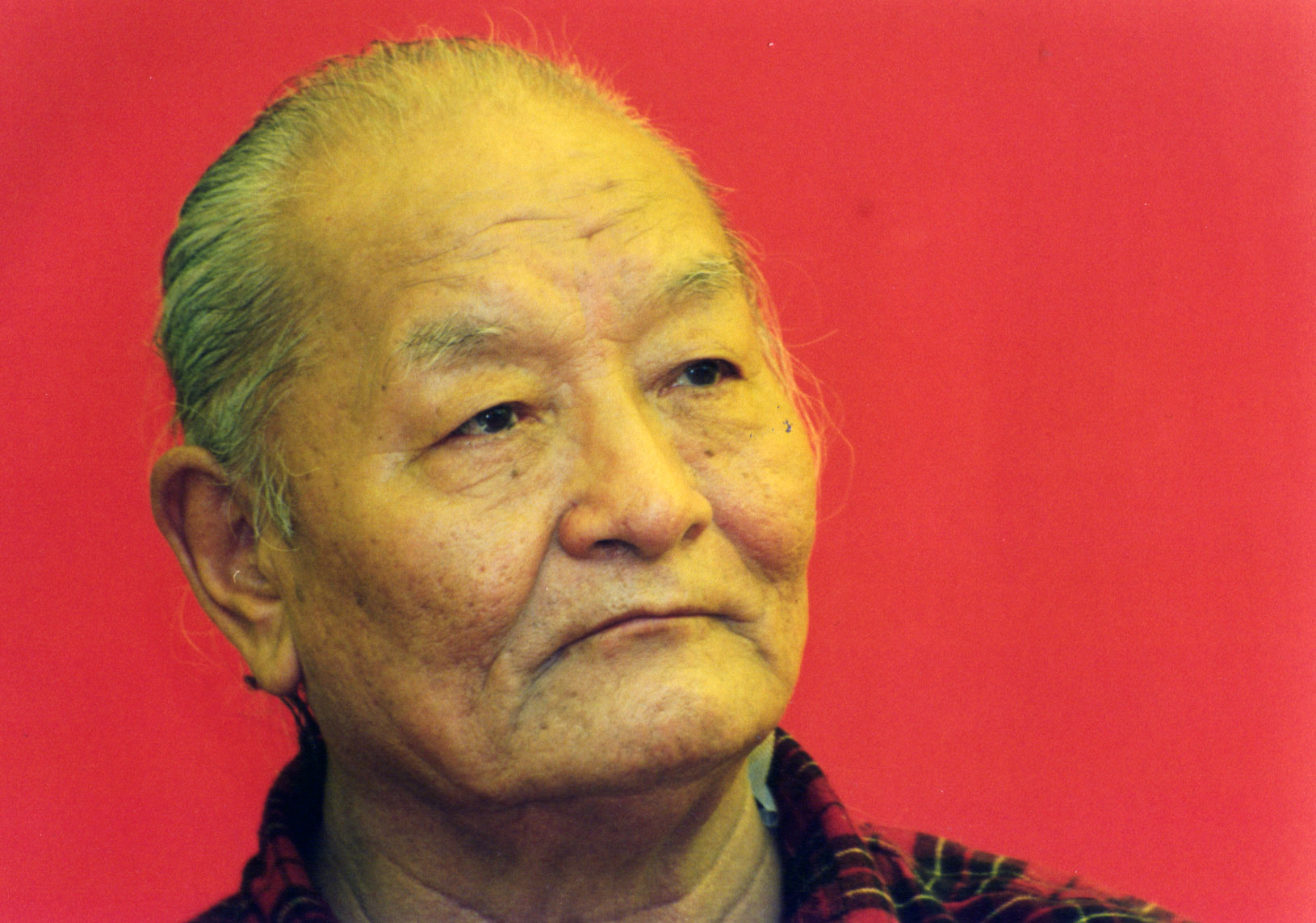
Чогьял Намкай Норбу

- Балин, Марти (76) — американский музыкант, основатель и один из ведущих вокалистов рок-группы Jefferson Airplane[31].
- Василевский, Николай Александрович (69) — русский цыганский поэт, журналист[32].
- Гулин, Сергей Борисович (58) — российский учёный, директор Института морских биологических исследований имени А. О. Ковалевского РАН[33].
- Дериглазов, Руслан Александрович (73) — советский и российский поэт[34].
- Истатов, Благое (71) — югославский футболист, чемпион Югославии (1975/76)[35].
- Канут, Карлес (74) — испанский актёр[36][37].
- Марч, Джеймс (90) — американский социолог[38].
- Мечев, Мюд Мариевич (89) — советский и российский художник-график, народный художник Российской Федерации (2000), академик РАХ (2004)[39].
- Рорис, Жоакин (82) — бразильский государственный деятель, губернатор Федерального округа (1988—1990, 1991—1994, 1999—2006)[40].
- Салатов, Виктор Арсентьевич (91) — советский и российский передовик промышленного производства, рабочий Ульяновского автомобильного завода, Герой Социалистического Труда (1966)[41].
- Сьюор, Ивонн (52) — американская актриса[42][43].
- Тоуфар, Павел (70) — чешский писатель и журналист[44].
- Тренари, Филип (64) — американский бизнесмен, генеральный директор Pinnacle Airlines; убит[45].
- Цыбин, Алексей Кириллович (96) — советский и российский писатель[46].
- Чогьял Намкай Норбу (79) — тибетский учитель Дзогчена[47].

### 26 сентября

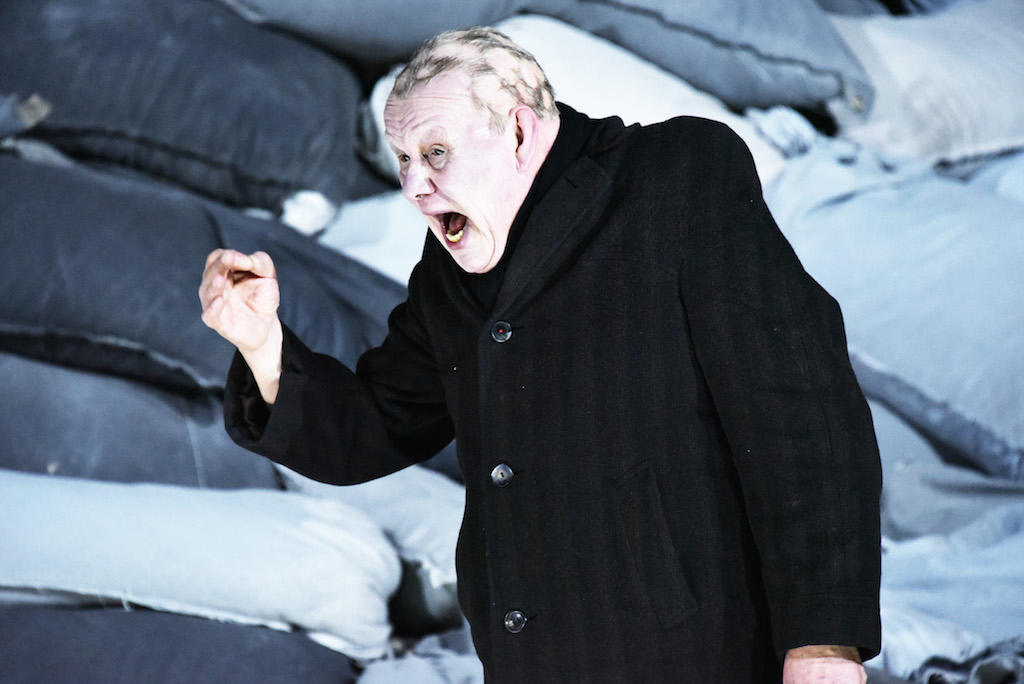
Игнац Кирхнер

- Буторина, Татьяна Сергеевна (72) — советский и российский учёный и педагог, профессор, вице-президент Ломоносовского фонда[48].
- Деянов, Иван (80) — болгарский футболист, чемпион Болгарии (1963/64)[49].
- Кирхнер, Игнац (72) — австрийский актёр[50].
- Коваль, Александр Иванович (73) — советский и украинский кинорежиссёр и кинооператор[51].
- Компанец, Николай Иванович (79) — советский и украинский художник, заслуженный деятель искусств УССР[52].
- Кэролан, Джо (81) — ирландский футболист («Манчестер Юнайтед»)[53].
- Мади, Тито (89) — бразильский певец и композитор[54].
- Мосин, Сергей Яковлевич (59) — российский джазовый музыкант, клавишник и вокалист джаз-ансамбля «Академик Бэнд»[55].
- Робинсон, Роджер (78) — американский актёр[56][57].
- Родригес, Мануэль (79) — чилийский футболист, бронзовый призёр чемпионата мира (1962)[58].
- Харди, Уильям (91) — британский футбольный арбитр[59].
- Шимачек, Милан (56) — чешский киноактёр[60].

### 25 сентября

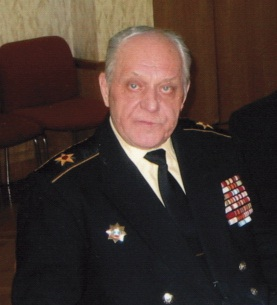
Иван Капитанец

- Алмейда, Элена (84) — португальская художница и фотограф[61].
- Аникин, Владимир Прокопьевич (94) — советский и российский филолог-фольклорист, доктор филологических наук (1974), заслуженный профессор МГУ[62].
- Букин, Владимир Валентинович (67) — российский оперный певец, (драматический баритон), солист Большого театра, заслуженный артист Российской Федерации[63].
- Васкес, Пол Джон (48) — американский киноактёр[64].
- Венсеслао Сельга Падилья (68) — католический прелат, епископ Апостольской префектуры Улан-Батора[65].
- Воронков, Владимир Петрович (74) — советский и российский лыжник, чемпион СССР и мира, чемпион зимних Олимпийских игр в Саппоро (1972), заслуженный мастер спорта СССР (1970)[66].
- Голубев, Владимир Львович (72) — советский и российский спортивный журналист, мастер спорта по спортивной гимнастике[67].
- Двайер, Карин (43) — канадская актриса, продюсер, сценарист, режиссёр, кинооператор и монтажёр; самоубийство[68].
- Дёль, Фридхельм (82) — немецкий композитор и педагог[69].
- Зайцев, Юрий Николаевич (81) — советский и российский тренер по водному поло, заслуженный тренер СССР (1975)[70].
- Капитанец, Иван Матвеевич (90) — советский военачальник, первый заместитель главнокомандующего ВМФ СССР (1988—1991), адмирал флота (1988)[71].
- Левицки, Денни (87) — канадский хоккеист («Торонто Мейпл Лифс», «Чикаго Блэкхокс», «Нью-Йорк Рейнджерс»), обладатель Кубка Стэнли (1951)[72].
- Мокгапа, Шоки (34) — южноафриканская актриса[73][74].
- Падилья, Венсеслао Сельга (68) — католический прелат, епископ Апостольской префектуры Улан-Батора с 2002 года[75].
- Папзисис, Гиоргос (80) — греческий актёр[76].
- Поликин, Шарль (57) — канадский спортивный тренер[77].
- Поляков, Виктор Антонович (75) — советский и российский учёный в области пищевых биотехнологий, академик РАСХН (2007—2013), академик РАН (2013)[78].
- Самади, Ядолла (66) — иранский кинорежиссёр[79].
- Фахд Исмаил, Исмаил (78) — кувейтский писатель[80].
- Шестаков, Александр Евгеньевич (85) — советский и российский писатель и журналист[81].
- Энтони, Эвелин (90) — британская писательница[82].

### 24 сентября

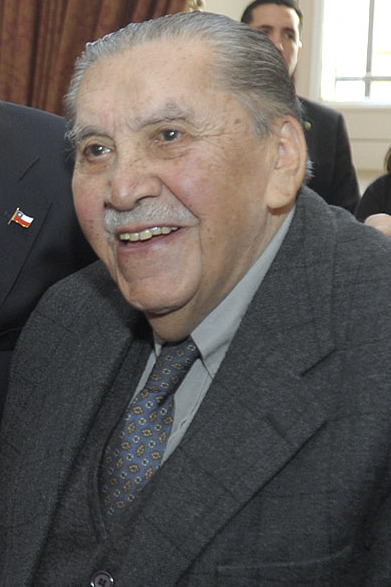
Висенте Бьянки Аларкон

- Абалос, Альфредо (80) — аргентинский фолк-певец[83].
- Брейфогл, Норм (58) — американский художник[84].
- Броган, Джим (74) — шотландский футболист («Селтик», национальная сборная), семикратный чемпион Шотландии[85].
- Бьянки Аларкон, Висенте (98) — чилийский композитор, пианист и дирижёр[86].
- Бюэ, Рональд (80) — норвежский политический и государственный деятель, министр транспорта и коммуникаций (1978—1981)[87].
- Ветрова, Тамара Петровна (91) — советская балерина, солистка Большого театра (1946—1967), заслуженная артистка РСФСР (1973)[88].
- Коцианова, Яна (72) — словацкая эстрадная певица[89].
- Кузнецов, Евгений Александрович (62) — советский и российский писатель, журналист и художник[90].
- Любимова, Людмила Сергеевна (80) — советская и российская театральная актриса, выступавшая на сцене Александринского театра в Петербурге (с 1967)[91].
- Мартинсен, Ивар (97) — норвежский конькобежец, бронзовый призёр чемпионата мира по конькобежному спорту в классическом многоборье в Хаммаре (1952)[92].
- Остапюк, Ежи (82) — польский оперный певец[93].
- Черкасская, Валентина Семеновна (78) — советская и российская певица, солистка Камчатской академической хоровой капеллы, заслуженный работник культуры РСФСР[94].

### 23 сентября

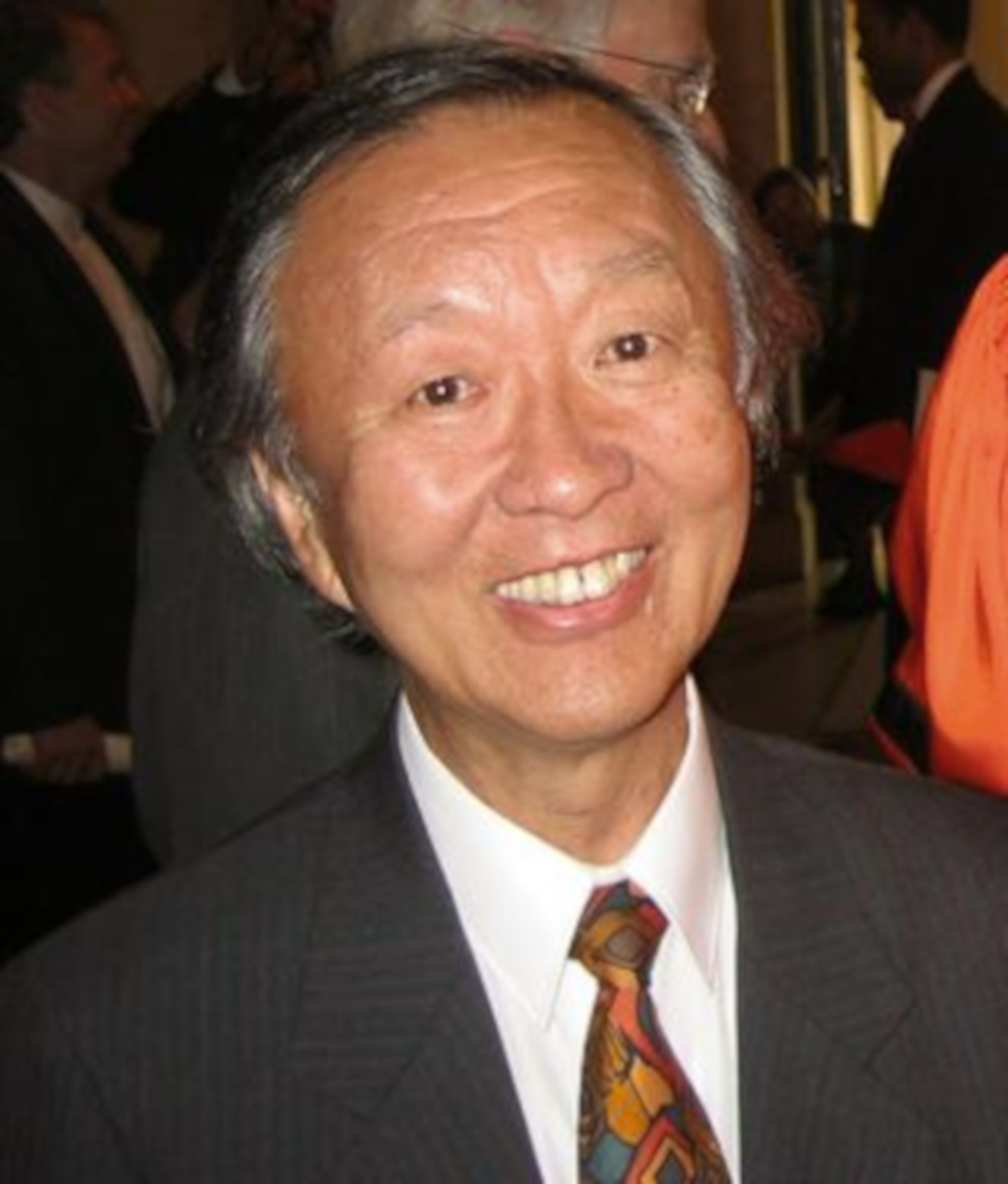
Чарльз Као

- Данаилова, Росица (84) — болгарская актриса, сестра актёра Стефана Данаилова[95].
- Динерштейн, Ефим Абрамович (94) — советский и российский историк, книговед, доктор исторических наук (1990), профессор, заслуженный работник культуры РФ (1998)[96].
- Као, Чарльз (84) — китайский, британский и американский физик, лауреат Нобелевской премии по физике (2009)[97].
- Кёгльбергер, Хельмут (72) — австрийский футболист и тренер, трёхкратный чемпион Австрии[98].
- Кленчина, Августа Савельевна (73) — советская и российская актриса, артистка Вологодского театра для детей и молодёжи (с 2006), заслуженная артистка РСФСР (1979)[99].
- Куртц, Гэри (78) — американский продюсер[100].
- Малышевский, Виктор Андреевич (84) — советский и российский материаловед, доктор технических наук (1987), заслуженный деятель науки Российской Федерации[101].
- Мэттьюс, Эл (75) — американский фолк-певец и актёр, бывший диджей BBC Radio 1[102].
- Рубчак, Богдан (83) — украинский поэт[103].
- Уланов, Геннадий Иванович (88) — советский государственный и партийный деятель, первый секретарь Калужского обкома КПСС (1983—1990)[104].
- Янушко, Леонид Николаевич (71) — советский и белорусский тренер и арбитр по спортивной акробатике, заслуженный тренер Республики Беларусь[105].

### 22 сентября

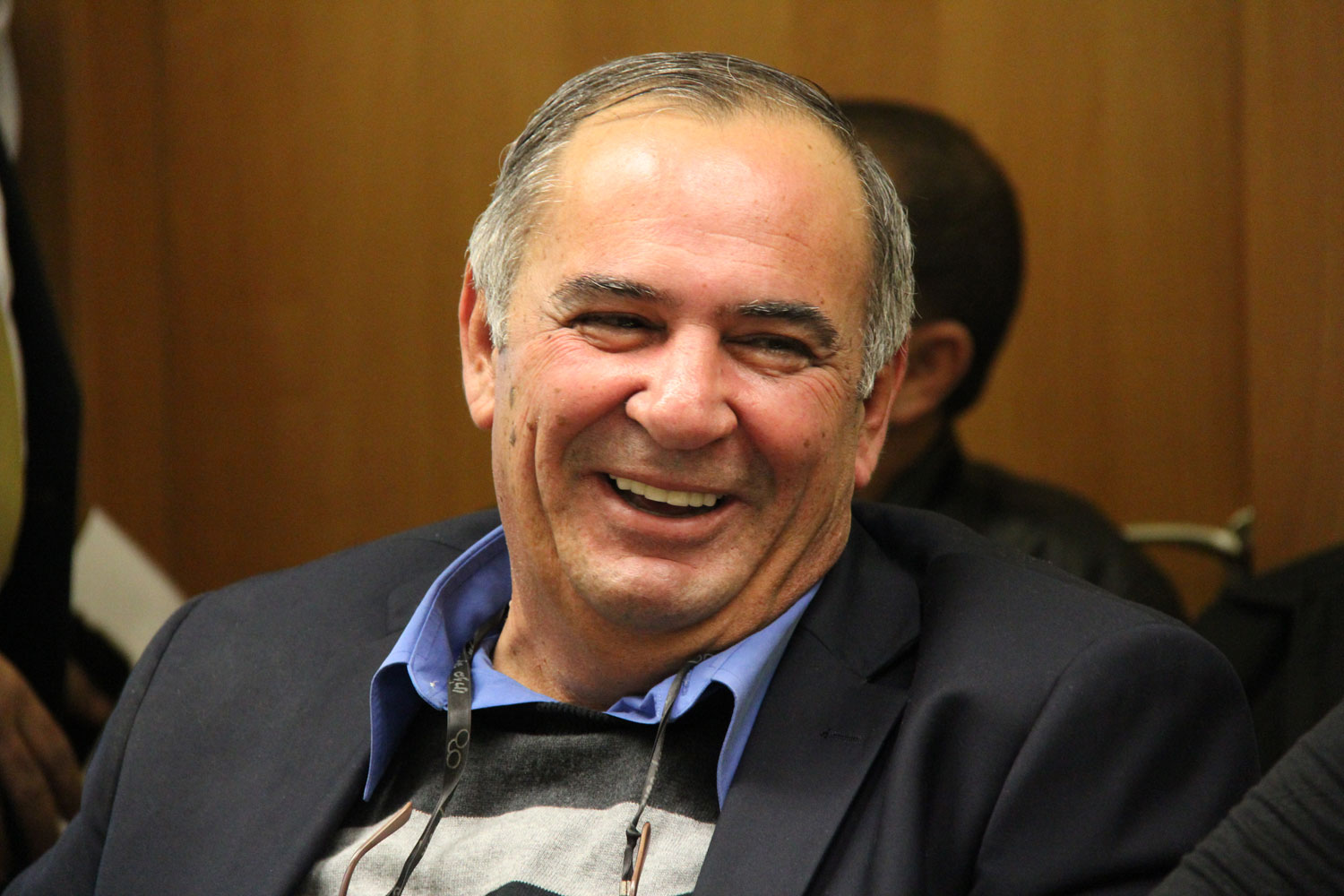
Ави Дуан

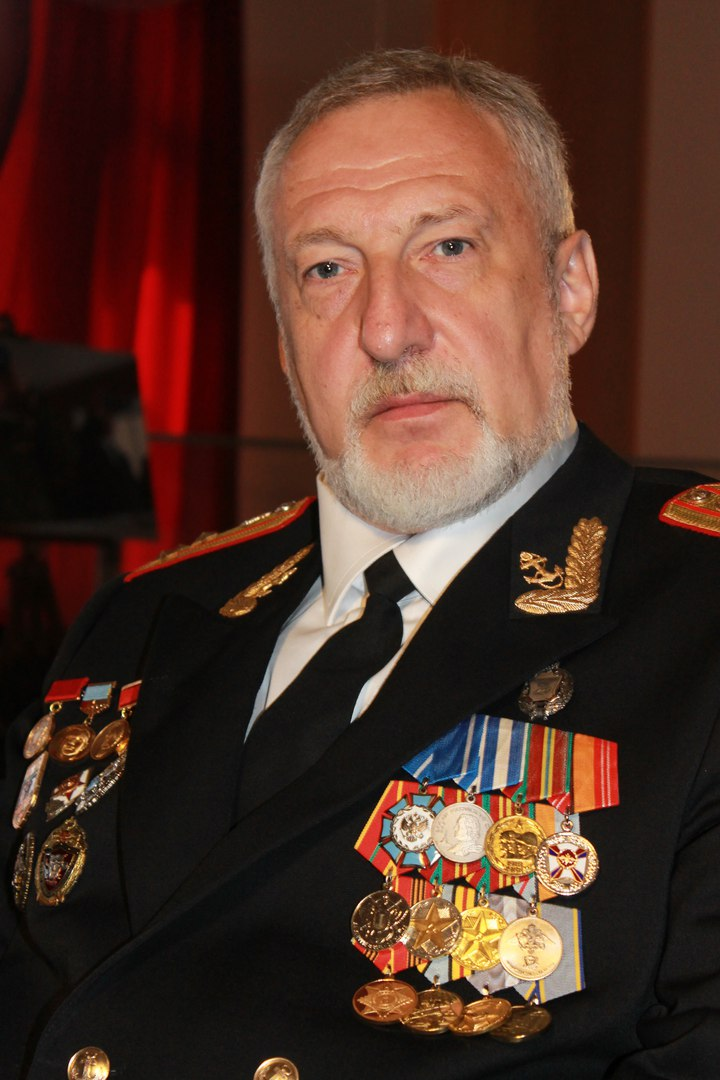
Виктор Колкутин

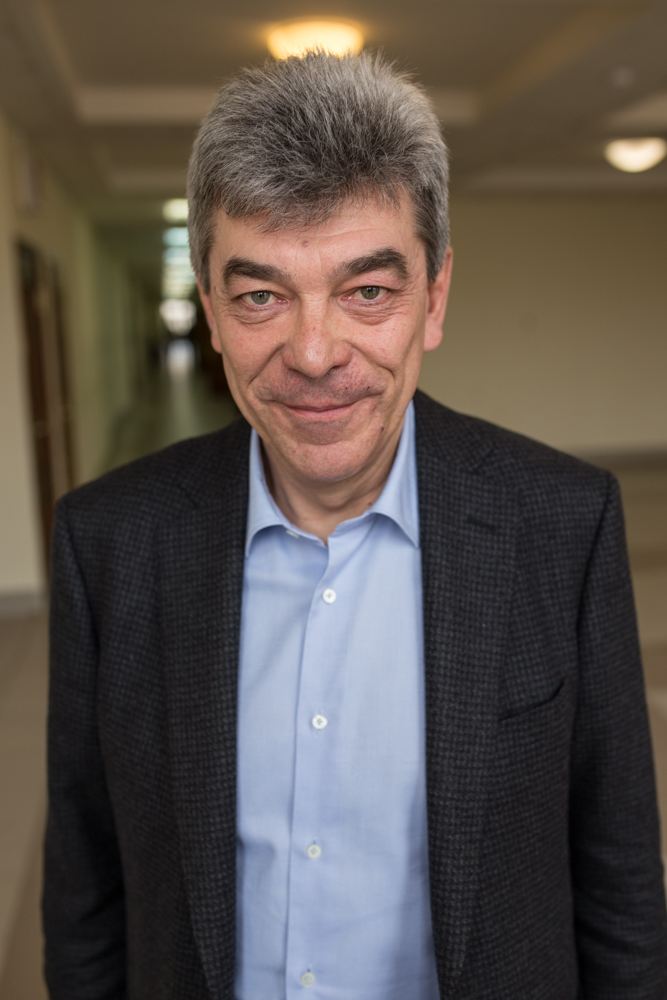
Иван Тучков

- Дуан, Ави (62) — израильский политический деятель[106].
- Капский, Анатолий Анатольевич (52) — белорусский хозяйственный и спортивный деятель[107].
- Колкутин, Виктор Викторович (59) — советский и российский судебный медик, заслуженный врач Российской Федерации (2007)[108].
- Матрунчик, Николай Иванович (63) — директор государственного предприятия «Луцкий ремонтный завод „Мотор“» (2004—2015), Герой Украины (2013)[109].
- Рунце, Оттокар (93) — германский кинорежиссёр[110].
- Тучков, Иван Иванович (62) — советский и российский искусствовед, декан исторического факультета МГУ (с 2015 года)[111].
- Унжаков, Виктор Иванович (79) — советский и российский архитектор, заслуженный архитектор Российской Федерации (2003)[112].
- Ходжес, Чес (74) — британский рок-музыкант, гитарист группы Ches & Dave[113].
- Юмагулов, Ильфат (56) — советский и российский башкирский актёр театра и кино[114].

### 21 сентября

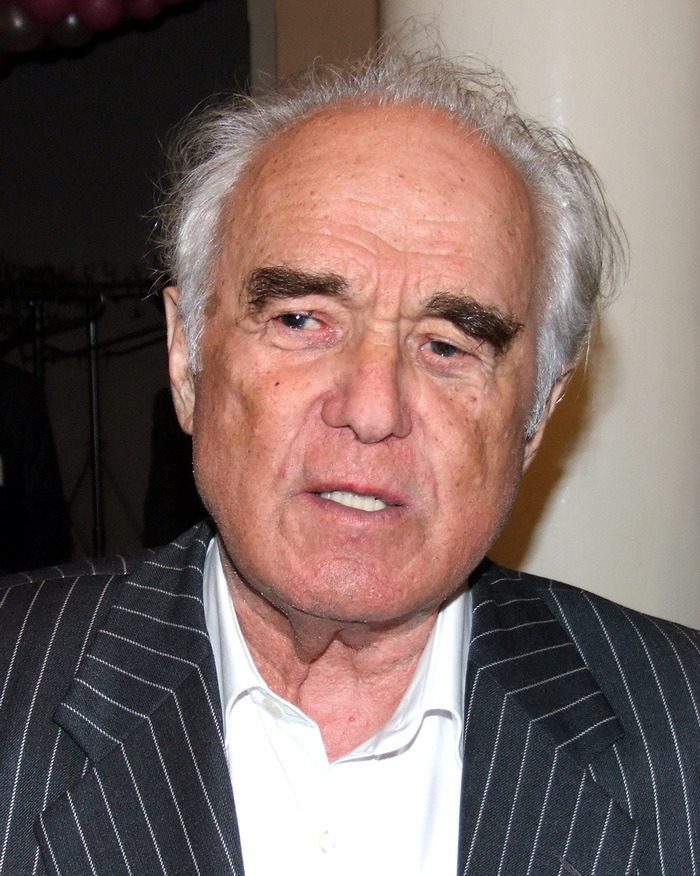
Виталий Масол

- Войкувка, Либор (71) — чешский художник[115].
- Высоцкая, Наталья Аркадьевна (74) — советская и российская театральная актриса, артистка Калининградского областного театра драмы (с 1965), заслуженная артистка РСФСР (1990)[116].
- Зайцев, Андрей Анатольевич (46) — российский журналист[117].
- Куманёв, Георгий Александрович (86) — советский и российский историк, академик РАН (2011), брат Виктора Куманёва[118].
- Ларивьер, Серж (60) — бельгийский киноактёр[119].
- Масол, Виталий Андреевич (89) — советский и украинский государственный деятель, председатель Совета Министров Украинской ССР (1987—1990) и премьер-министр Украины (1994—1995)[120].
- Миркина, Зинаида Александровна (92) — советская и российская поэтесса, переводчик, эссеист, вдова Григория Померанца[121].
- Романовский, Генрих Казимирович (60) — советский, российский, белорусский футболист, игрок в мини-футбол и футзал. Серебряный призёр чемпионата Европы по футзалу (1992) в составе сборной России[122].
- Тимофеев, Николай Иванович (82) — советский и российский инженер, учёный-металлург, лауреат Государственной премии СССР[123].
- Чан Дай Куанг (61) — вьетнамский государственный деятель, президент Вьетнама (с 2016 года)[124].

### 20 сентября

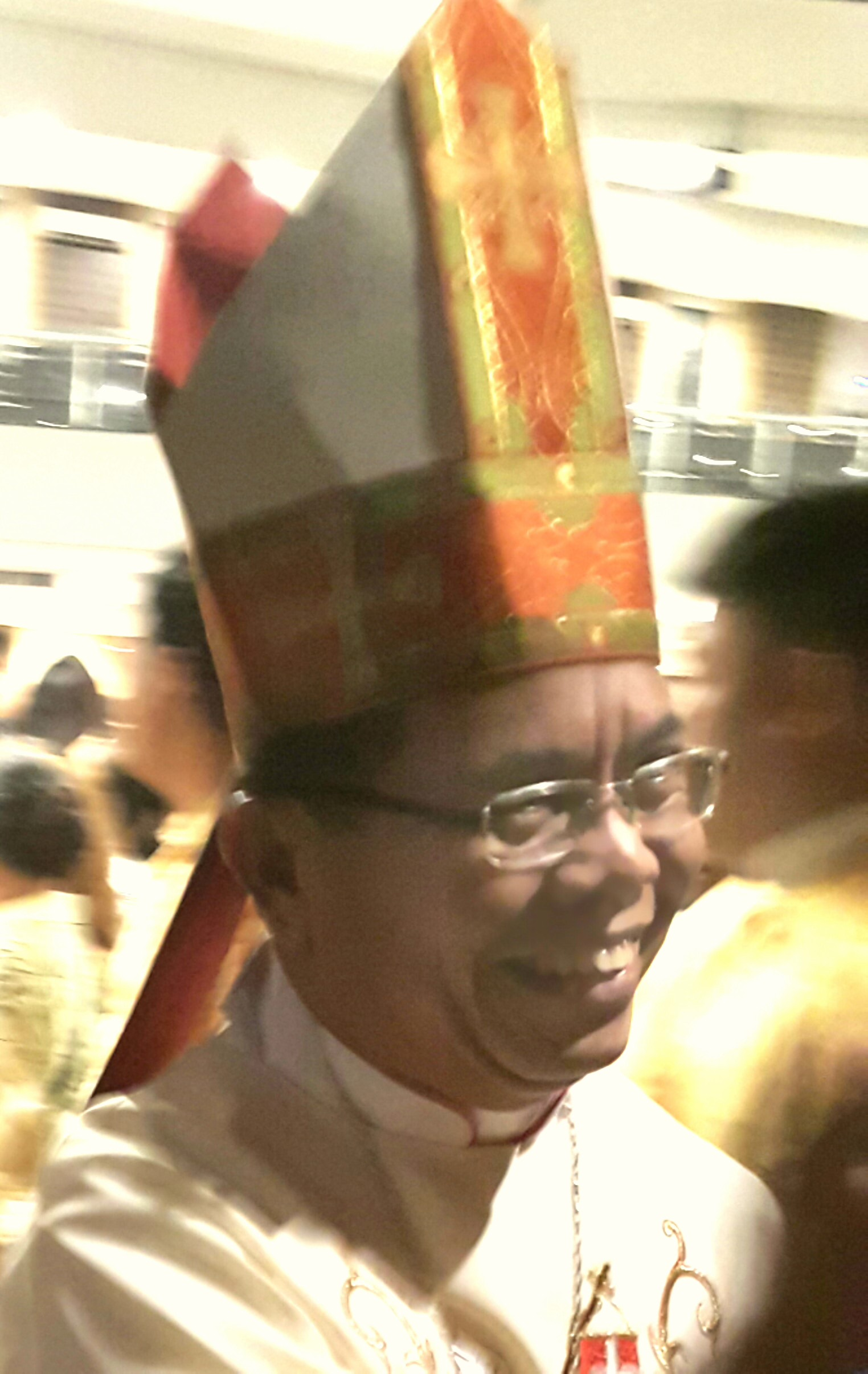
Людовик Симанулланг

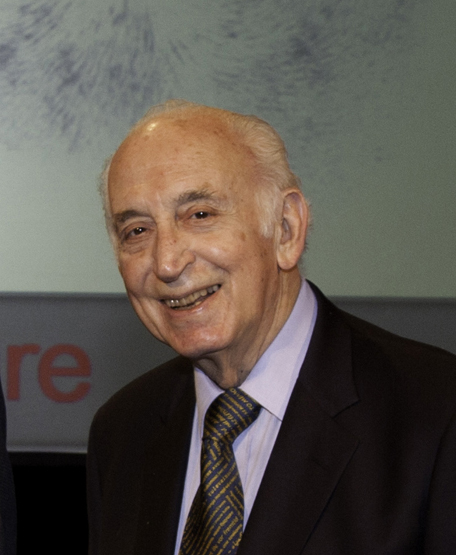
Джордж Хадзопулос

- Ачкасов, Анатолий Григорьевич (94) — танкист, участник Великой Отечественной войны, Герой Советского Союза (1945)[125].
- Вивиан, Маргарет (112) — англо-австралийская долгожительница. С сентября 2017 до своей смерти являлась старейшим живущим жителем Австралии.
- Джураева, Саодат (85) — советская и таджикская киноактриса[126].
- Канлифф, Джон Артур (85) — британский детский писатель[127].
- Каррас, Лу (91) — американский профессиональный футболист[128].
- Ламрани, Мохаммед Карим (99) — марокканский государственный деятель, премьер-министр Марокко (1971—1972, 1983—1986 и 1992—1994)[129].
- Легостаев, Евгений Дмитриевич (69) — советский и российский хоровой дирижёр и композитор, основатель и художественный руководитель академической хоровой капеллы «Курск» (с 1987), заслуженный работник культуры РСФСР (1989), заслуженный деятель искусств РФ (2006)[130].
- Миланич, Людмила Ивановна (84) — советская и российская поэтесса, заслуженный работник культуры РСФСР[131].
- Митчелл, Лори (90) — американская актриса кино и телевидения[132].
- Сазонов, Виктор Фёдорович (70) — российский государственный деятель, председатель Самарской Губернской думы (с 2001), генерал-майор (2000)[133].
- Симанулланг, Людовик (63) — индонезийский католический прелат, епископ Сиболги (с 2007 года)[134].
- Стэндберри, Челсирэй Эс (36) — американская актриса, телеведущая и продюсер; автокатастрофа[135].
- Хадзопулос, Георгиос (учёный) (Джордж Хадзопулос) (91) — греческий и американский физик[136].
- Хуан Цзинъюэнь (98) — гонконгская детская писательница[137].
- Цигулев, Олег Николаевич (47) — российский волейбольный арбитр, судья республиканской категории[138].

### 19 сентября

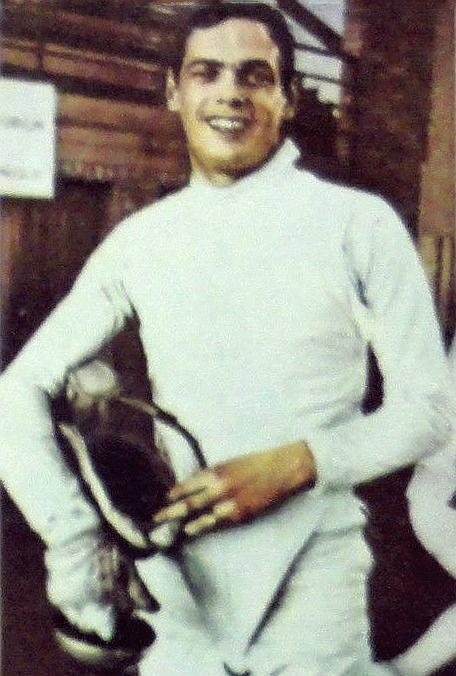
Дьёзё Кульчар

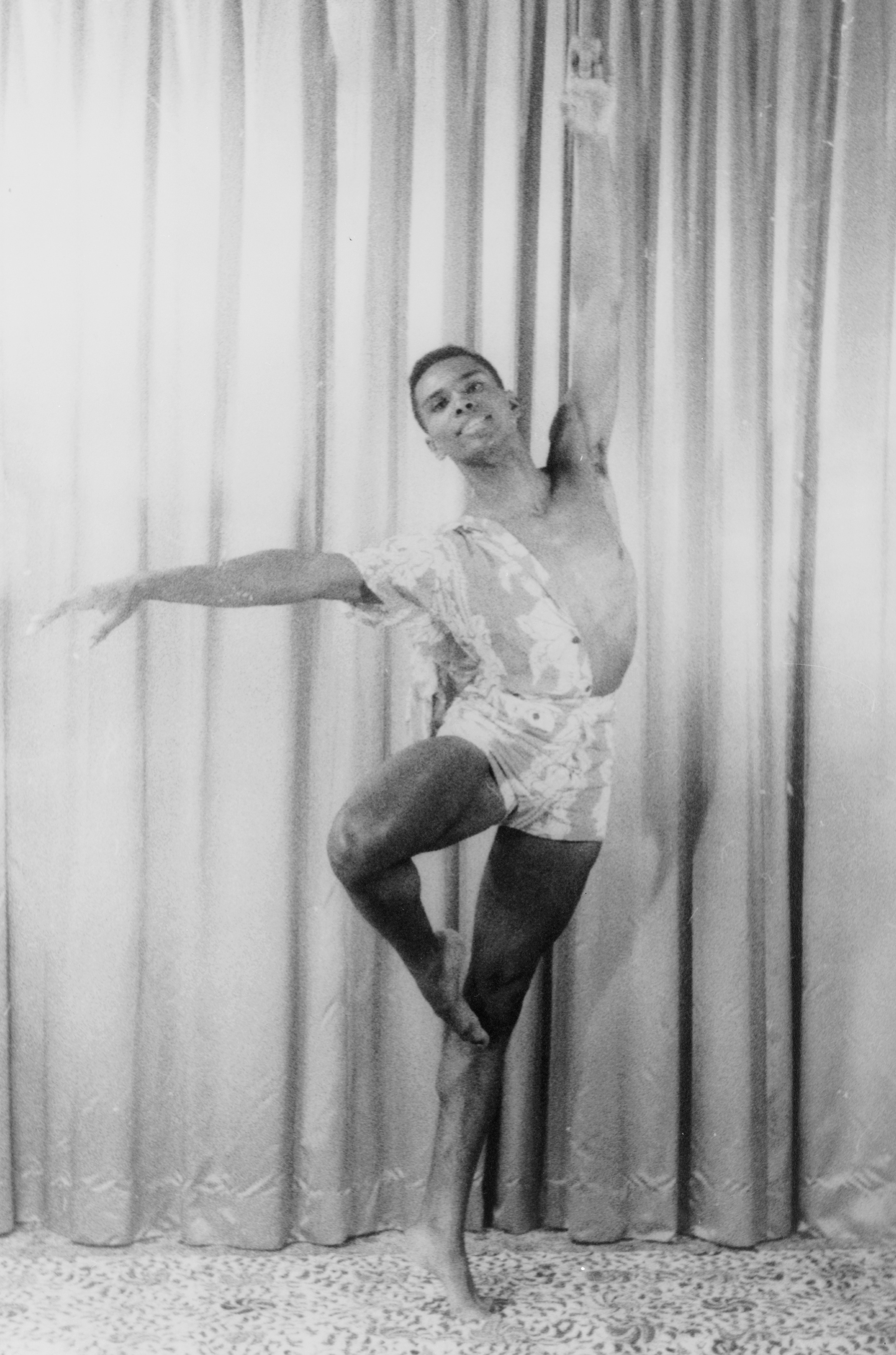
Артур Митчелл

- Кобилинец, Алексей Иванович (80) — советский и российский скульптор[139].
- Котесварамма, Кондапалли (100) — индийская писательница, активистка коммунистического движения, борец за права женщин[140].
- Кульчар, Дьёзё (77) — венгерский фехтовальщик, четырёхкратный олимпийский чемпион: в Токио (1964), дважды в Мехико (1968) и в Мюнхене (1972)[141].
- Митчелл, Артур (84) — американский танцор и хореограф[142].
- Мкртчян, Михаил Цолакович (80) — советский армянский экономист и государственный деятель, заместитель председателя Совета Министров — председатель Госплана Армянской ССР (1987—1990)[143].
- Норден, Деннис (96) — британский комедийный сценарист и телеведущий[144].
- Попович-Лабик, Клара Васильевна (74) — украинская фолк-певица, солистка Закарпатского украинского народного хора, народная артистка Украины (2004)[145].
- Ратиб, Гамиль (92) — французско-египетский актёр[146].
- Харе, Вишну (78) — индийский писатель[147].
- Шаззо, Рамазан Измаилович (74) — советский и российский учёный в области переработки и хранения сельскохозяйственной продукции, член-корреспондент РАСХН (2001—2014), член-корреспондент РАН (2014)[148].
- Шевченко, Виталий Фёдорович (64) — украинский журналист и государственный деятель, депутат Верховной Рады, глава Национального совета Украины по телевидению и радиовещанию (2005—2009), отец посла Украины в Канаде Андрея Шевченко[149].

### 18 сентября

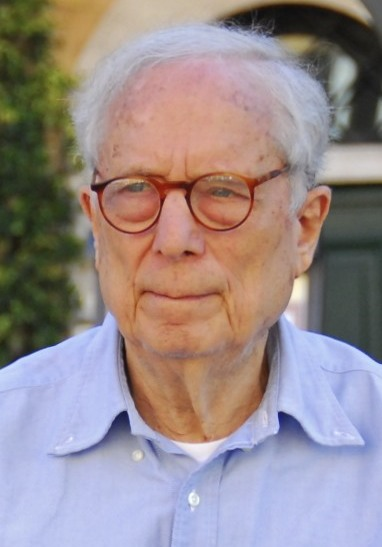
Роберт Вентурн

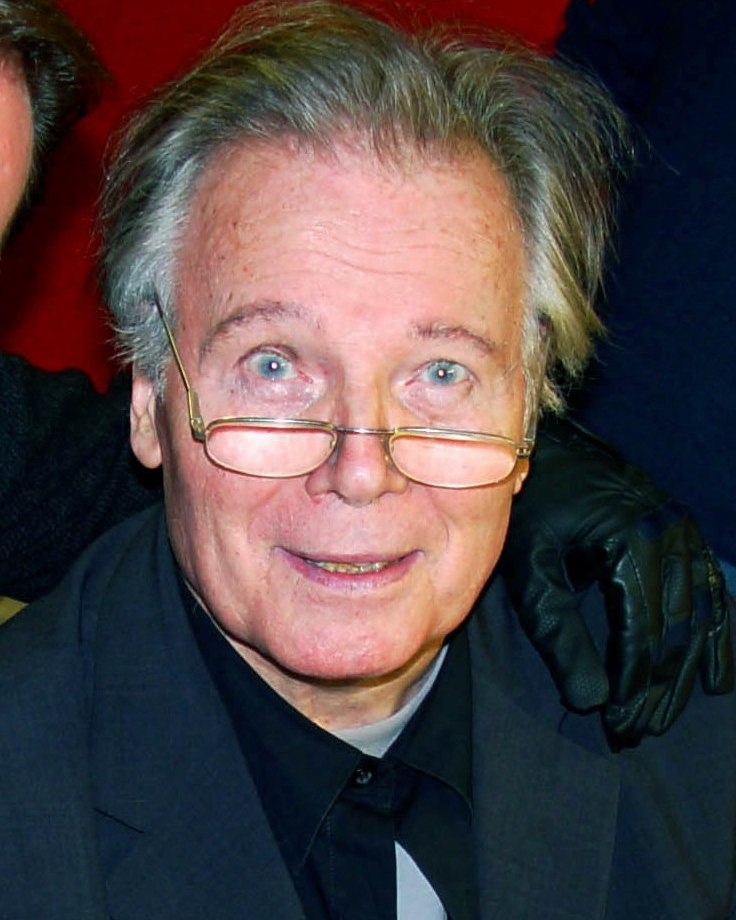
Жан Пиа

- Вентури, Роберт (93) — американский архитектор, один из родоначальников постмодернизма[150].
- Ивенс-Лоридан, Марселин (90) — французский кинорежиссёр[151].
- Лара, Карменсита (91) — перуанская певица[152].
- Лашер, Пётр (80) — польский композитор, пианист, камерный музыкант, исполнитель, режиссёр, продюсер, актёр, писатель, поэт, музыкальный журналист и педагог[153].
- Мортман, Титти (97) — норвежская спортсменка-саночница, победительница чемпионата Европы в Осло (1937)[154].
- Назмутдинова, Лилия Биляловна (82) — советская спортсменка, бронзовый призёр чемпионата мира по художественной гимнастике в Праге (1965)[155].
- Пиа, Жан (93) — французский актёр кино и театра[156].
- Харитонов, Павел Никифорович (87) — советский организатор сельскохозяйственного производства, председатель совхоза «Урюпинский» Волгоградской области (1964—1996), Герой Социалистического Труда (1990 [?].
- Шуберт, Эдуард Евгеньевич (80) — советский и российский врач, заслуженный врач Российской Федерации, профессор[157].
- Ямамото, Нарифуни (41) — японский боец смешанного стиля[158].

### 17 сентября

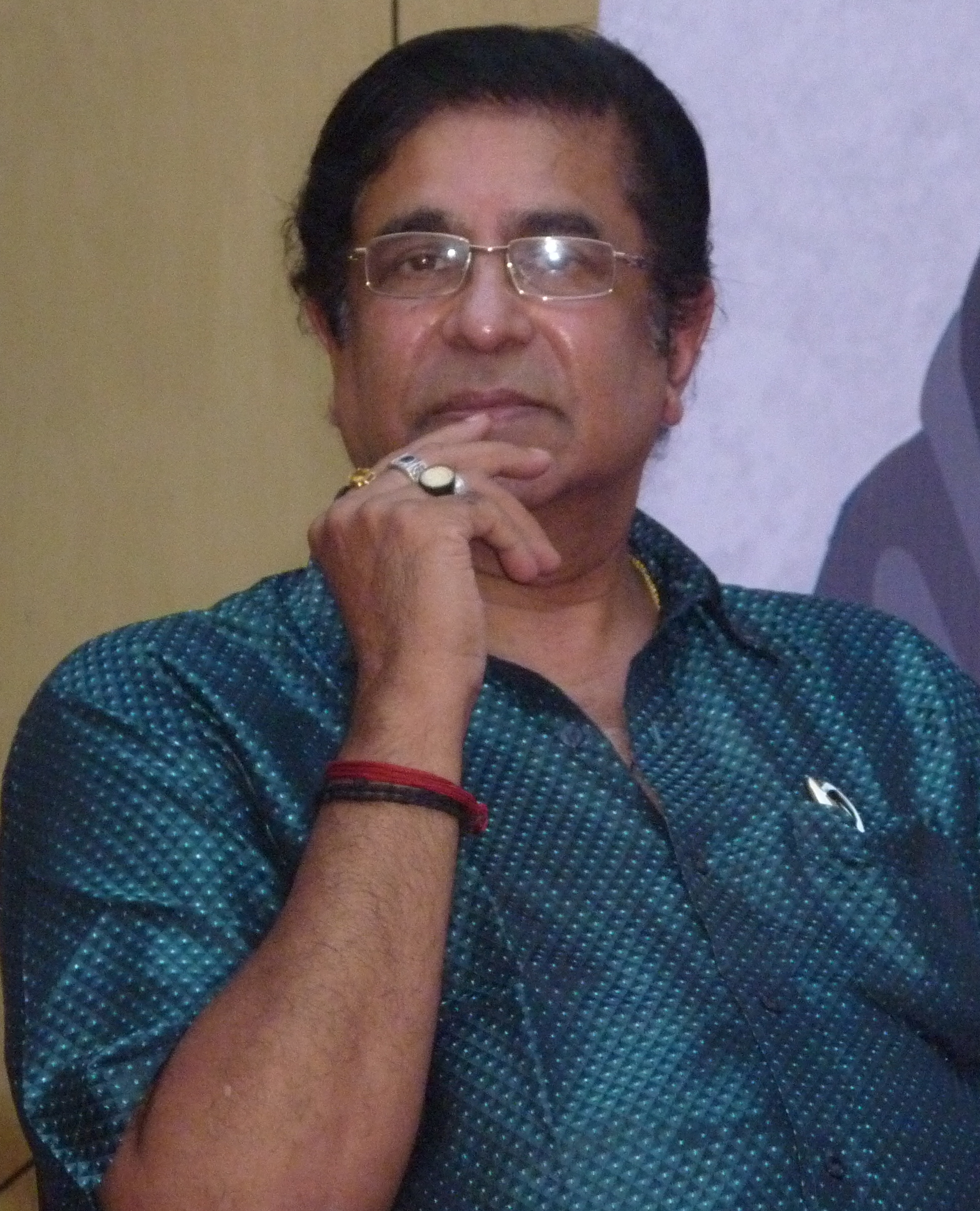
Капитан Раджу

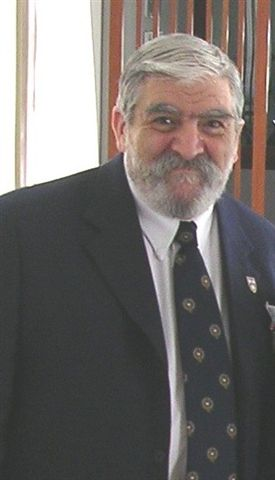
Дэниэл Робинсон

- Гуреев, Валентин Николаевич (72) — советский хоккеист и тренер, мастер спорта международного класса, чемпион СССР (1976), заслуженный тренер России[159].
- Данихнов, Владимир Борисович (37) — российский писатель-фантаст[160].
- Кальзаге, Энцо (69) — британский тренер по боксу, отец Джо Кальзаге[161].
- Капитан Раджу (68) — индийский актёр[162].
- Кики, Кирин (75) — американская киноактриса[163].
- Любутин, Константин Николаевич (83) — советский и российский философ и историк философии, доктор философских наук, профессор, заслуженный деятель науки РСФСР (1981), декан философского факультета Уральского государственного университета им. А. М. Горького (1976—1989)[164].
- Панасюк, Раиса Васильевна (45) — украинский общественный деятель, Правительственный уполномоченный по правам лиц с инвалидностью[165].
- Панченко, Александр Сергеевич (69) — советский и российский архитектор и художник-дизайнер[166].
- Раков, Александр Григорьевич (70) — советский и российский писатель[167].
- Робинсон, Дэниэл (81) — американский философ, заслуженный почётный профессор философии в Университете Джорджтауна и член (фелло) факультета философии Оксфордского университета[168].
- Сергеев, Ростислав Александрович (92) — советский дипломат, Чрезвычайный и Полномочный Посол СССР в Мексике (1980—1990)[169].

### 16 сентября

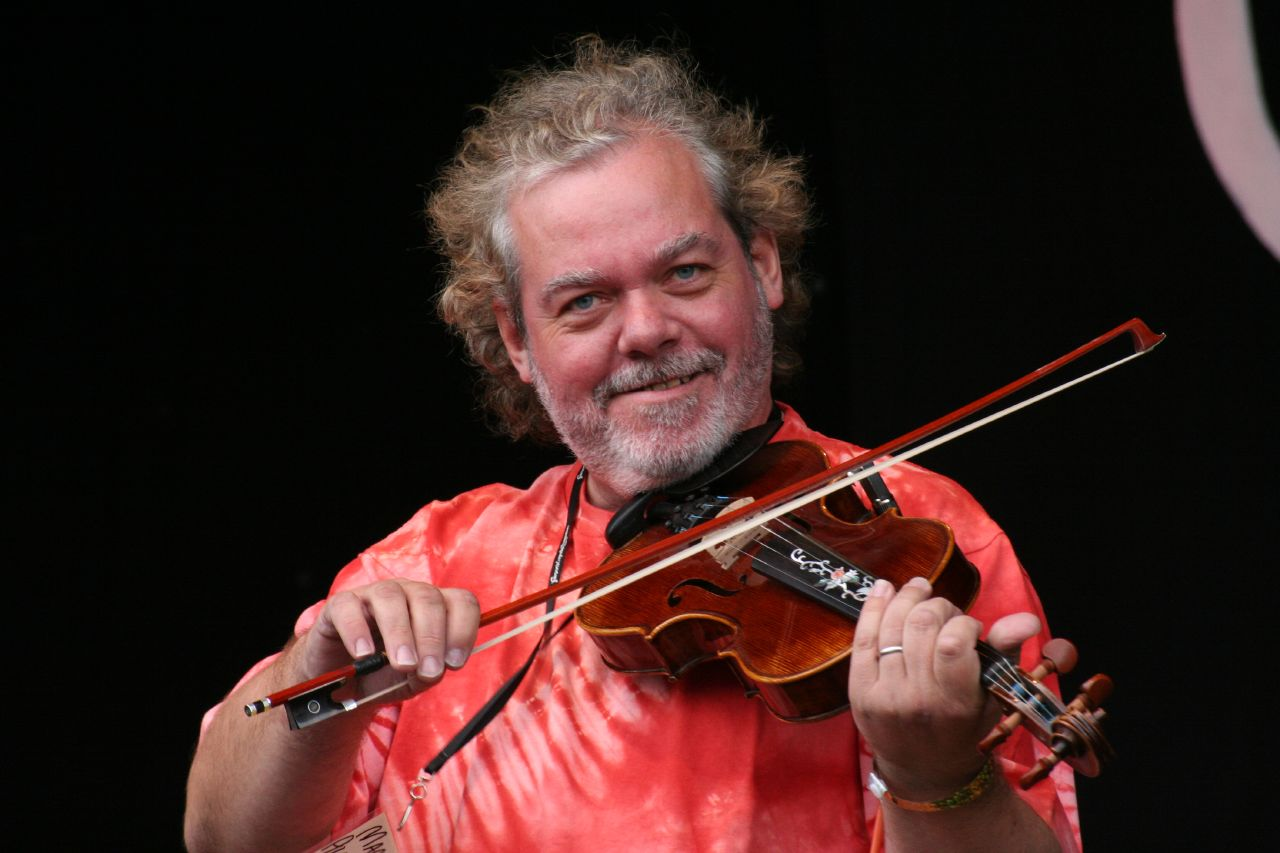
Маартин Аллкок

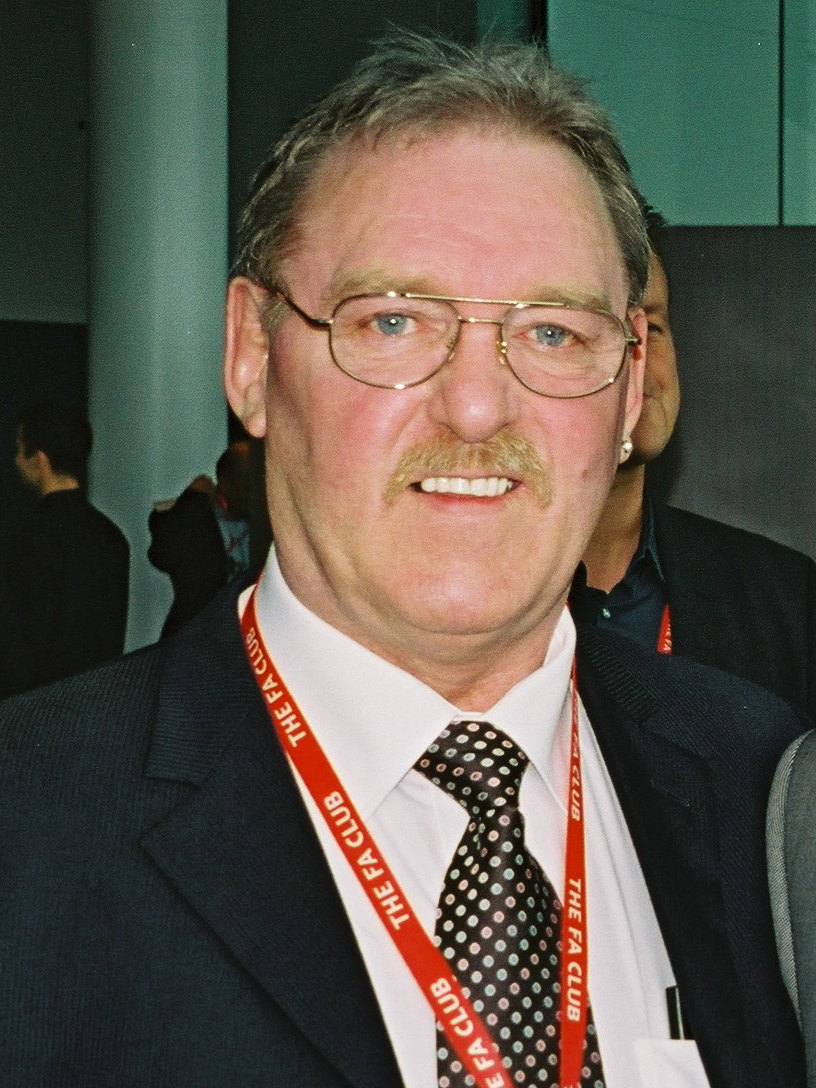
Кевин Битти

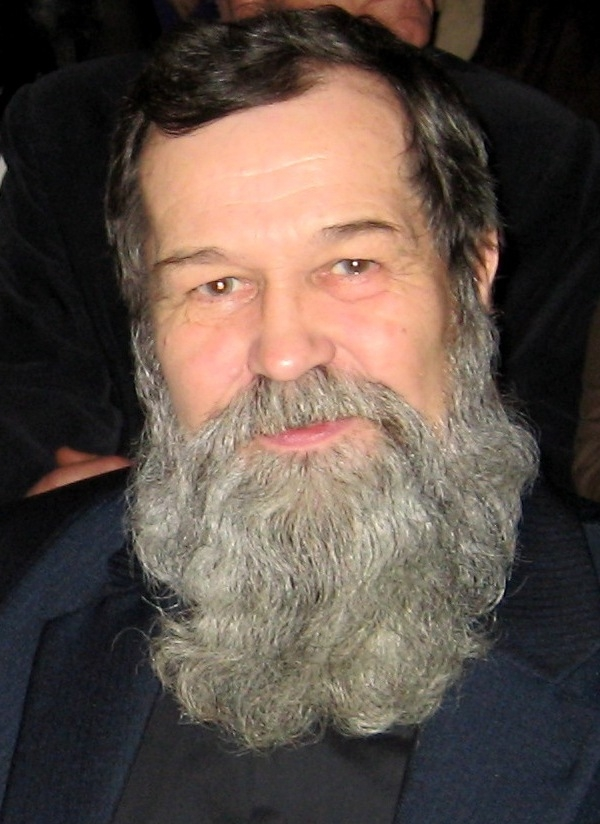
Николай Коняев

- Аллкок, Маартин (61) — британский музыкант (Fairport Convention, Jethro Tull)[170].
- Битти, Кевин (64) — английский футболист[171].
- Закопырин, Анатолий Николаевич (87) — советский и российский организатор производства, строитель Братской ГЭС, директор объединения Братскгэсстрой, народный депутат России[172].
- Игнатов, Владимир Георгиевич (79) — советский и российский экономист, ректор Ростовской межобластной высшей партийной школы, затем — Северо-Кавказской академии государственной службы при Президенте РФ (1987—2008), заслуженный деятель науки Российской Федерации[173].
- Каратеева, Диана Игоревна (23) — российская спортсменка, пятикратная чемпионка Европы по кикбоксингу (тело найдено в этот день)[174].
- Коняев, Николай Михайлович (69) — советский и российский писатель[175].
- Кубуабола, Джон Явала (72) — фиджийский политик, министр финансов республики Фиджи (2000—2006)[176].
- Луконин, Михаил Александрович (59) — российский певец (баритон), артист оперетты, драматический актёр и композитор, артист Санкт-Петербургского театра музыкальной комедии (2000—2009); ДТП[177].
- Минь Найбэнь (83) — китайский физик, член Китайской академии наук (1991)[178].
- Ридделл, Клэй (81) — канадский геолог и бизнесмен, совладелец компании Calgary Flames[179].
- Шахт, Ульрих (67) — немецкий писатель и журналист[180].
- Шпрыгов, Юрий Михайлович (86) — советский и российский литературовед, исследователь литературы коренных народов Северо-Востока России, заслуженный работник высшей школы Российской Федерации[181].

### 15 сентября

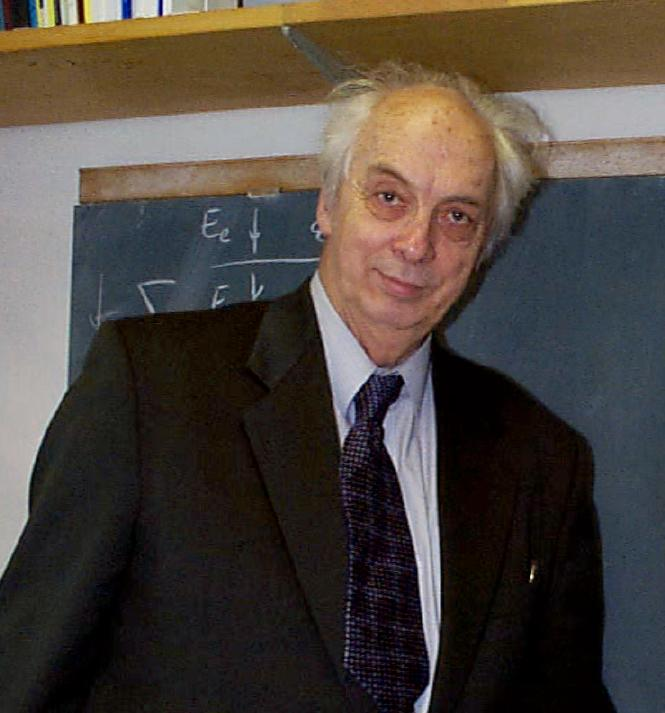
Виктор Веселаго

- Бессарабова, Ирина Юрьевна (57) — российский режиссёр-документалист и актриса[182].
- Бородыня, Александр Сергеевич (61) — российский писатель[183].
- Веселаго, Виктор Георгиевич (89) — советский и российский физик, лауреат Государственной премии СССР в области науки и техники (1976)[184] .
- Винтерштеллер, Фриц (90) — австрийский альпинист, один из первовосходителей на Броуд-Пик (1957)[185].
- Голубицкий, Виталий Андреевич (71) — советский и украинский фехтовальщик, тренер мужской сборной Украины по фехтованию на рапире, заслуженный тренер Украины, отец Сергея Голубицкого[186].
- Донат, Питер (90) — американский киноактёр[187].
- Керр, Уорик (96) — бразильский сельскохозяйственный инженер, генетик, энтомолог, профессор и научный руководитель[188].
- Лоуэнталь, Дэвид (95) — американский историк и географ[189].
- Саттон, Дадли (84) — британский киноактёр[190].
- Соломенцев, Юрий Михайлович (79) — советский и российский учёный в области автоматизации, член-корреспондент РАН (1991; член-корреспондент АН СССР с 1987), сын Михаила Соломенцева[191].
- Степанян, Карен Ашотович (66) — советский и российский литературовед, критик, редактор, доктор филологических наук, ведущий научный сотрудник ИМЛИ РАН[192].
- Ткаченко, Виктор Алексеевич (78) — советский и российский учёный-аграрий, заслуженный экономист Российской Федерации (2003)[193].
- Чжу Сюй (88) — китайский актёр[194].

### 14 сентября

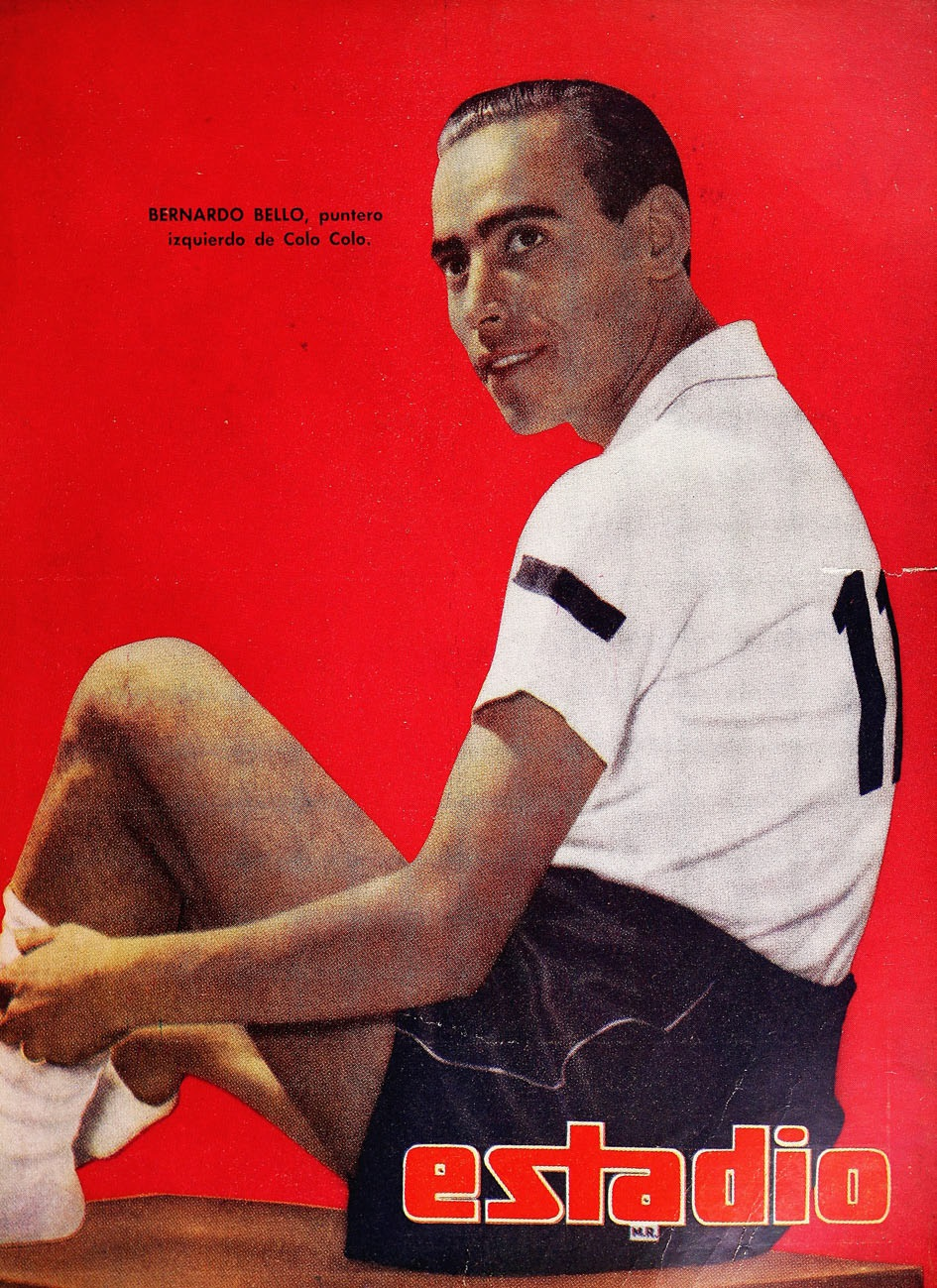
Бернардо Бельо

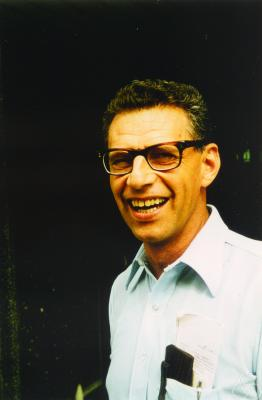
Бранко Грюнбаум

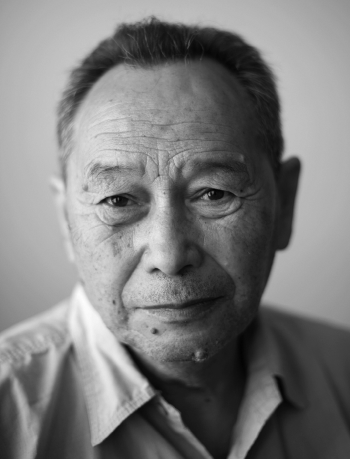
Леонард Переломов

- Баженов, Игорь Валерианович (79) — советский и российский художник, заслуженный художник Российской Федерации (2010)[195].
- Балашова, Тамара Владимировна (87) — советский и российский специалист по французской литературе и русско-французским культурным связям, заслуженный деятель науки Российской Федерации (1992)[196].
- Баскин, Роман (63) — эстонский театральный режиссёр и актёр[197].
- Бельо, Бернардо (84) — чилийский футболист («Коло-Коло», национальная сборная), чемпион Чили (1956, 1960, 1963)[198].
- Бентли, Беверли (88) — американская актриса[199].
- Грёнлох, Аннеке (76) — голландская эстрадная певица[200].
- Грюнбаум, Бранко (88) — израильский и американский математик[201].
- Король, Александр Петрович (76) — украинский театральный режиссёр, режиссёр Запорожского театра драмы имени Магара[202].
- Котляров, Александр Семёнович (61) — российский архитектор, главный архитектор и древлехранитель Приморской епархии Русской православной церкви[203].
- Красноярцев, Владимир Сергеевич (81) — российский тромбонист, народный артист Российской Федерации (1998)[204].
- Кузнецов, Владимир Маркович (79) — советский и российский оружейный конструктор, заслуженный конструктор РФ[205].
- Кучеров, Вадим Петрович (77) — советский и российский авиаконструктор и организатор производства[206].
- Мертон, Зиения (72) — британская актриса[207].
- Переломов, Леонард Сергеевич (89) — советский и российский китаевед, заслуженный деятель науки Российской Федерации[208].
- Рубира Инфанте, Карлос (96) — эквадорский певец и автор песен[209].
- Шиффер, Рудольф (71) — немецкий историк, президент Monumenta Germaniae Historica[210].

### 13 сентября

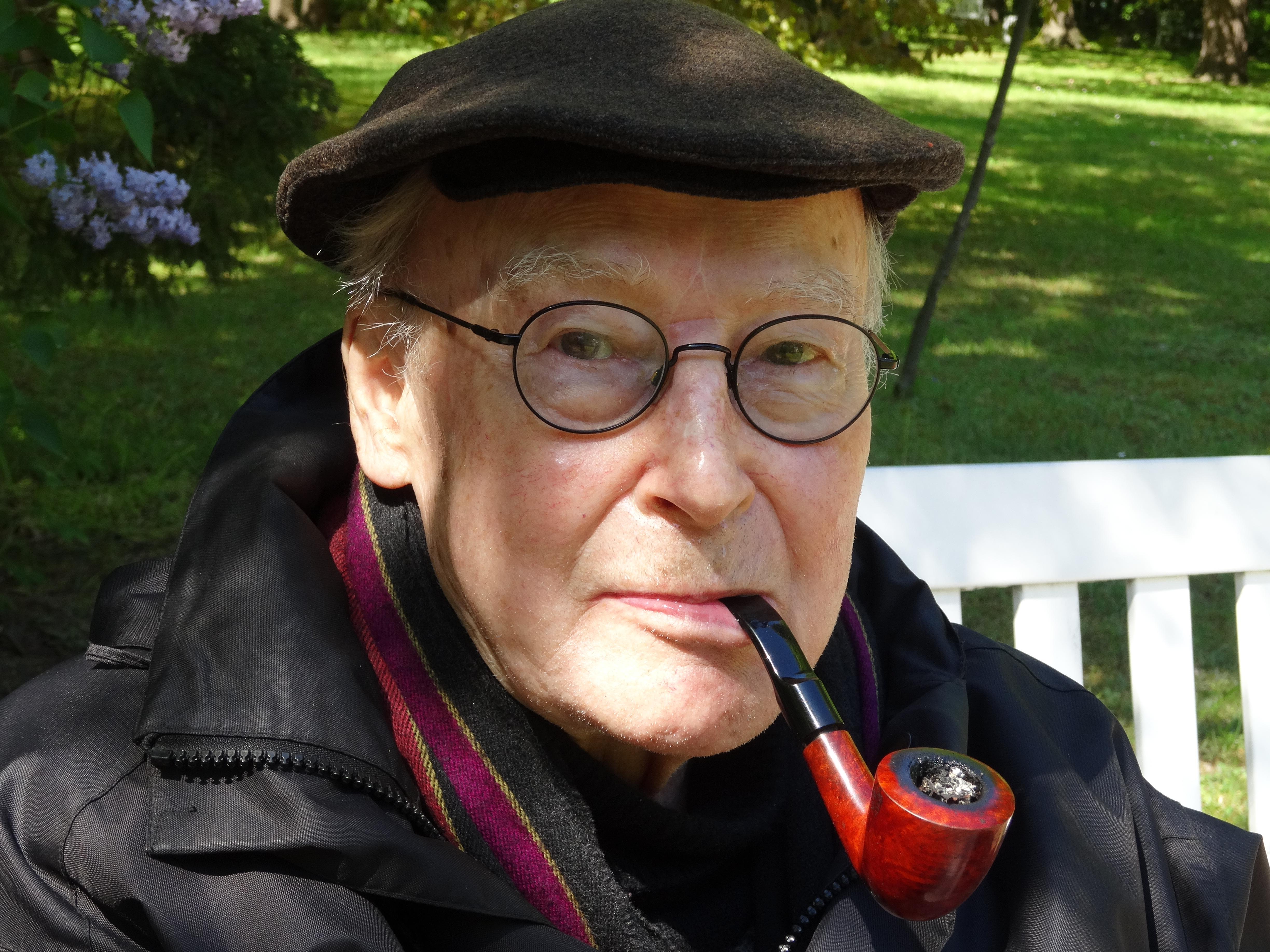
Альбрехт Вельнер

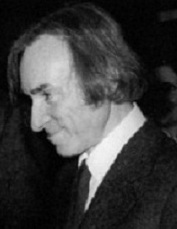
Гвидо Черонетти

- Асафов, Михаил Васильевич (67) — советский и российский актёр театра и кино, артист Владимирского областного театра драмы им. А. В. Луначарского (1977—2018), народный артист Российской Федерации (2008)[211].
- Баумринд, Диана (91) — американский психолог[212].
- Вельмер, Альбрехт (85) — немецкий философ[213].
- Верников, Александр Самуилович (56) — российский поэт[214].
- Даббаджян, Эммануэль (84) — католический прелат, архиепископ Багдадский Армянской католической церкви (2006—2017)[215].
- Джитендра, Рита (86) — индийский общественный деятель, профессор[216].
- Идиятуллин, Рим Зиннатуллович (78) — советский и российский башкирский поэт, журналист[217].
- Куприянов, Алексей Иванович (90) — советский передовик производства, хлебороб, звеньевой совхоза «Безводовский», Кузоватовский район, Ульяновская область, Герой Социалистического Труда (1973)[218].
- Линь Хуцзя (101) — китайский партийный и государственный деятель, секретарь Пекинского городского комитета КПК (1978—1981), министр сельского хозяйства Китая (1981—1983)[219].
- Маззи, Марин (57) — американская актриса и певица[220].
- Сизоненко, Александр Александрович (94) — советский и украинский писатель и публицист[221].
- Чайкин, Валентин Афанасьевич (93) — советский конькобежец, чемпион СССР (1952), обладатель мирового рекорда на дистанции 1500 м (1952), заслуженный тренер РСФСР[222].
- Черонетти, Гвидо (91) — итальянский писатель, переводчик, мыслитель-эссеист[223].

### 12 сентября

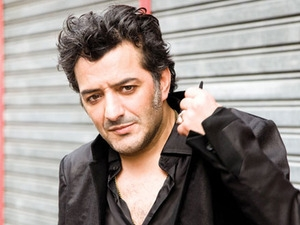
Рашид Таха

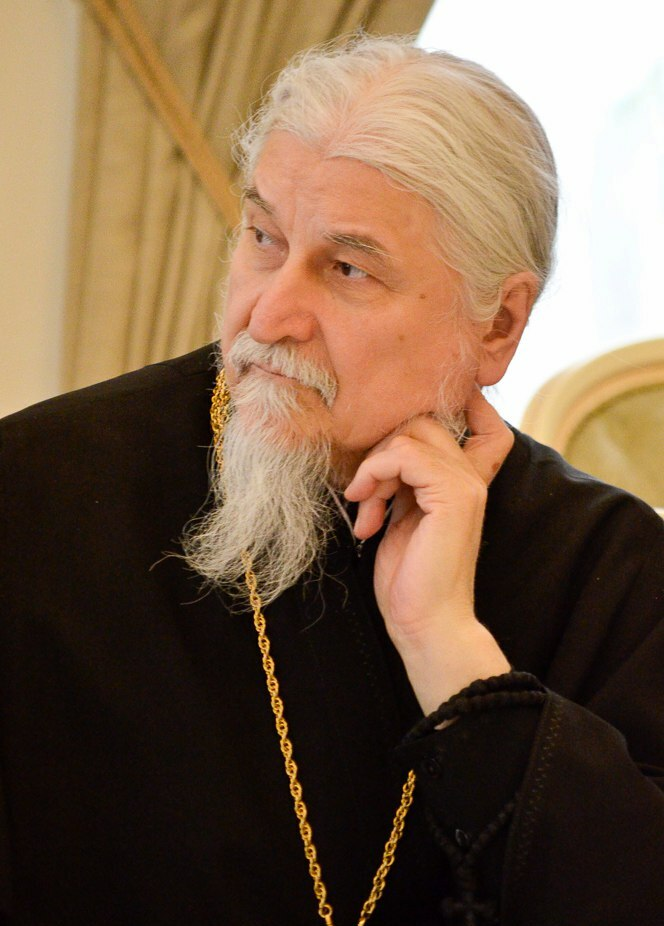
Тихон (Секретарёв)

- Аронсон, Шломо (81) — израильский ландшафтный архитектор[224].
- Билык, Михаил (50) — украинский рок-музыкант[225].
- Джонсон, Роберт Алекс (97) — американский исследователь наследия Карла Юнга[226].
- Жукова, Ольга Васильевна (74) — советская и российская певица, солистка Владимирской областной филармонии, заслуженная артистка Российской Федерации[227].
- Клейншустер, Эрих (88) — австрийский музыкант[228].
- Мишель, Уолтер (88) — американский психолог, автор зефирного эксперимента[229].
- Таха, Рашид (59) — французский эстрадный певец[230].
- Тихон (Секретарёв) (63) — архимандрит Русской православной церкви, наместник Свято-Успенского Псково-Печерского монастыря (1995—2018)[231].
- Шэнь Чжуньшань (86) — тайваньский физик, ректор Университета Циньхуа[232].
- Ястребов, Анатолий Петрович (79) — советский и российский патофизиолог, член-корреспондент РАМН (2004—2014), член-корреспондент РАН (2014)[233].

### 11 сентября

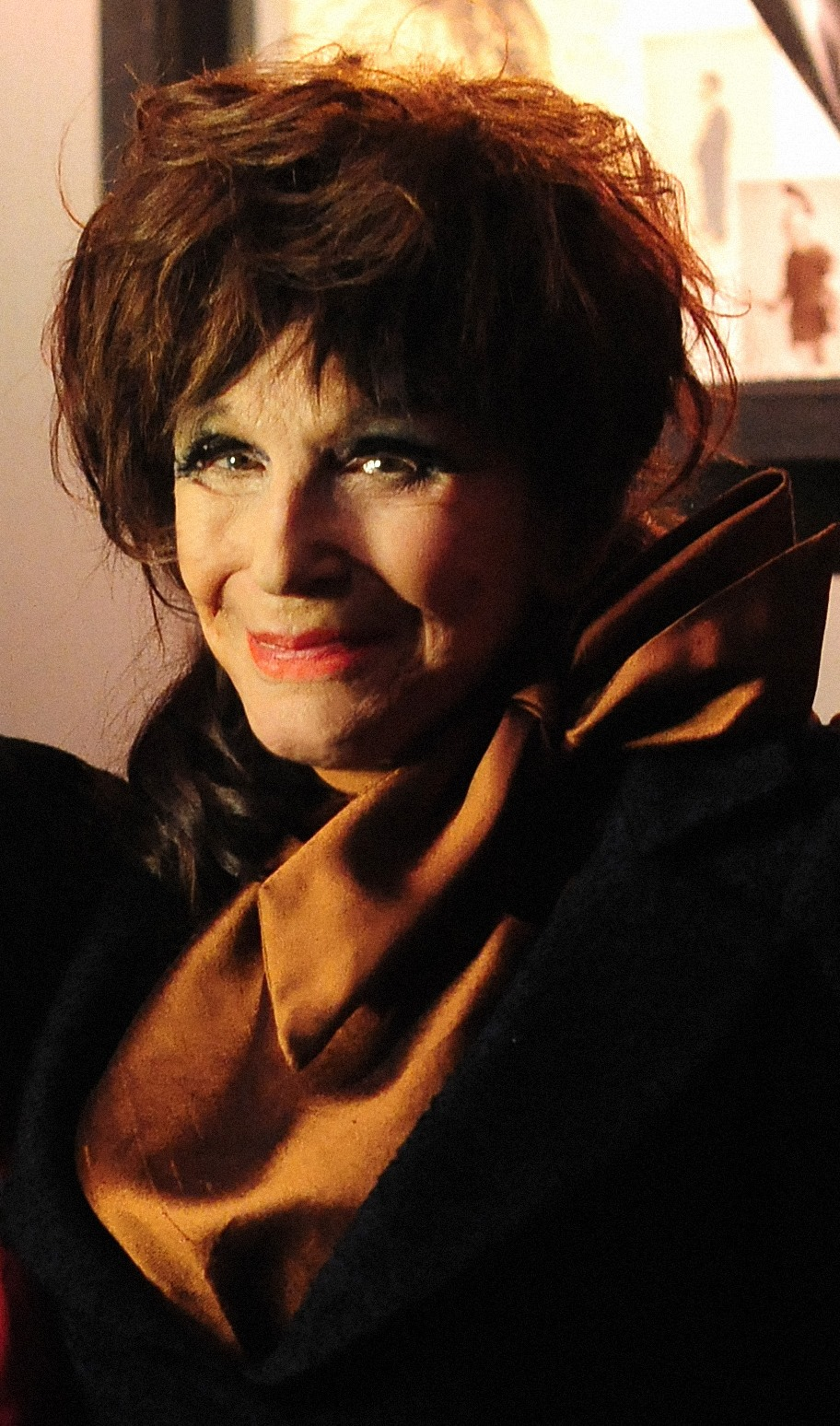
Фенелла Филдинг

- Ажажа, Владимир Георгиевич (90) — советский и российский уфолог, доктор философских наук[234].
- Глухов, Владимир Иванович (57) — российский художник[235].
- Дубнова, Евгения Яковлевна (89) — советский и российский театровед [?].
- Кёнккёля, Калле (68) — финский политический деятель, председатель Зелёного союза (1987)[236].
- Куртин, Александр Владимирович (70) — российский государственный деятель, председатель правления Пенсионного фонда России (1991—1993)[237].
- Левиков, Валерий Зиновьевич (97) — советский дипломат, Чрезвычайный и Полномочный Посол СССР в Республике Бурунди (1980—1986)[238] .
- Линквиц, Зигфрид (82) — американский инженер, соавтор изобретения фильтра Линквица — Райли[239].
- Радунский, Владимир (64) — российский книжный иллюстратор[240].
- Филдинг, Фенелла (90) — британская актриса[241].

### 10 сентября

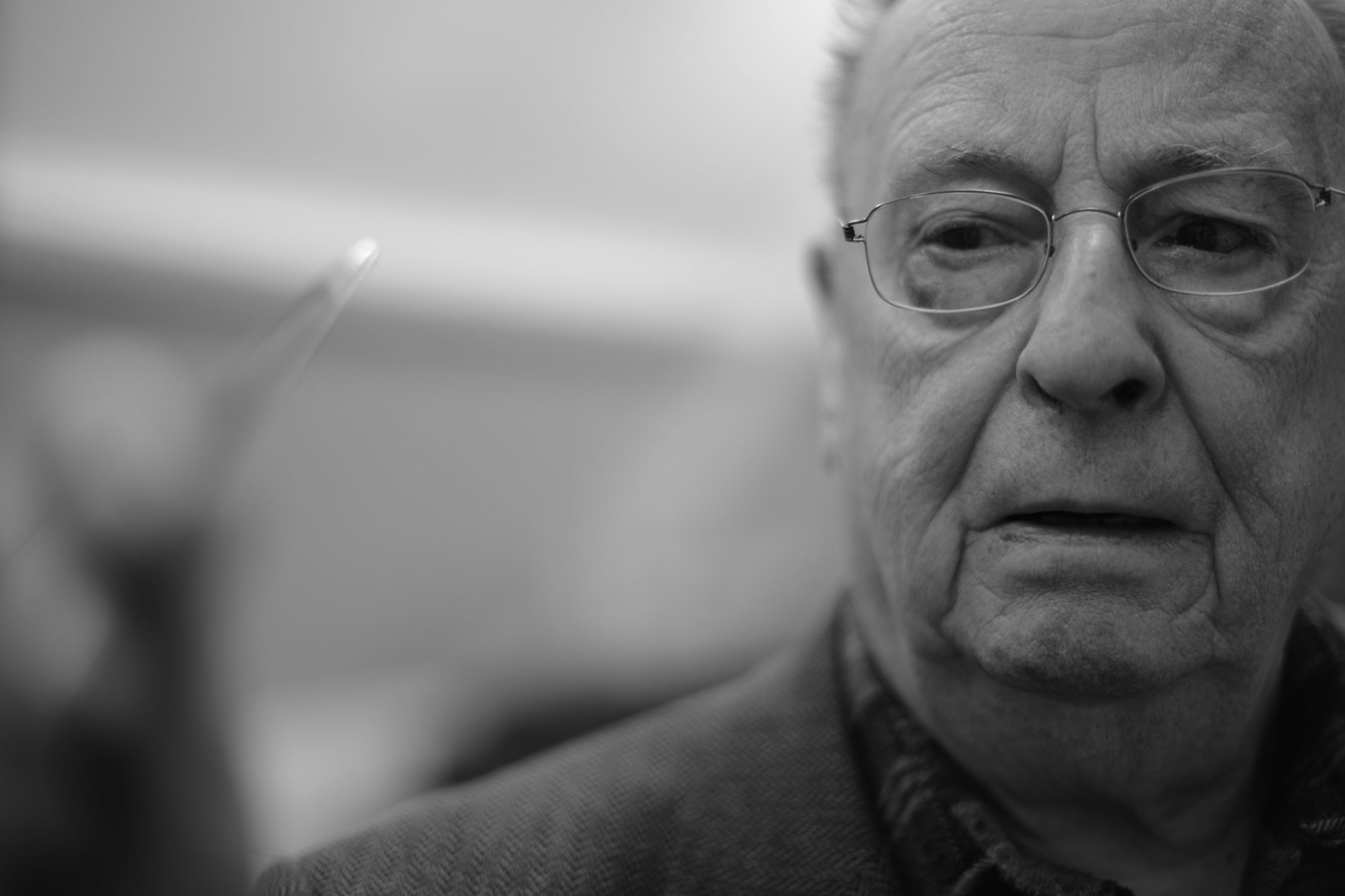
Ко Вестерик

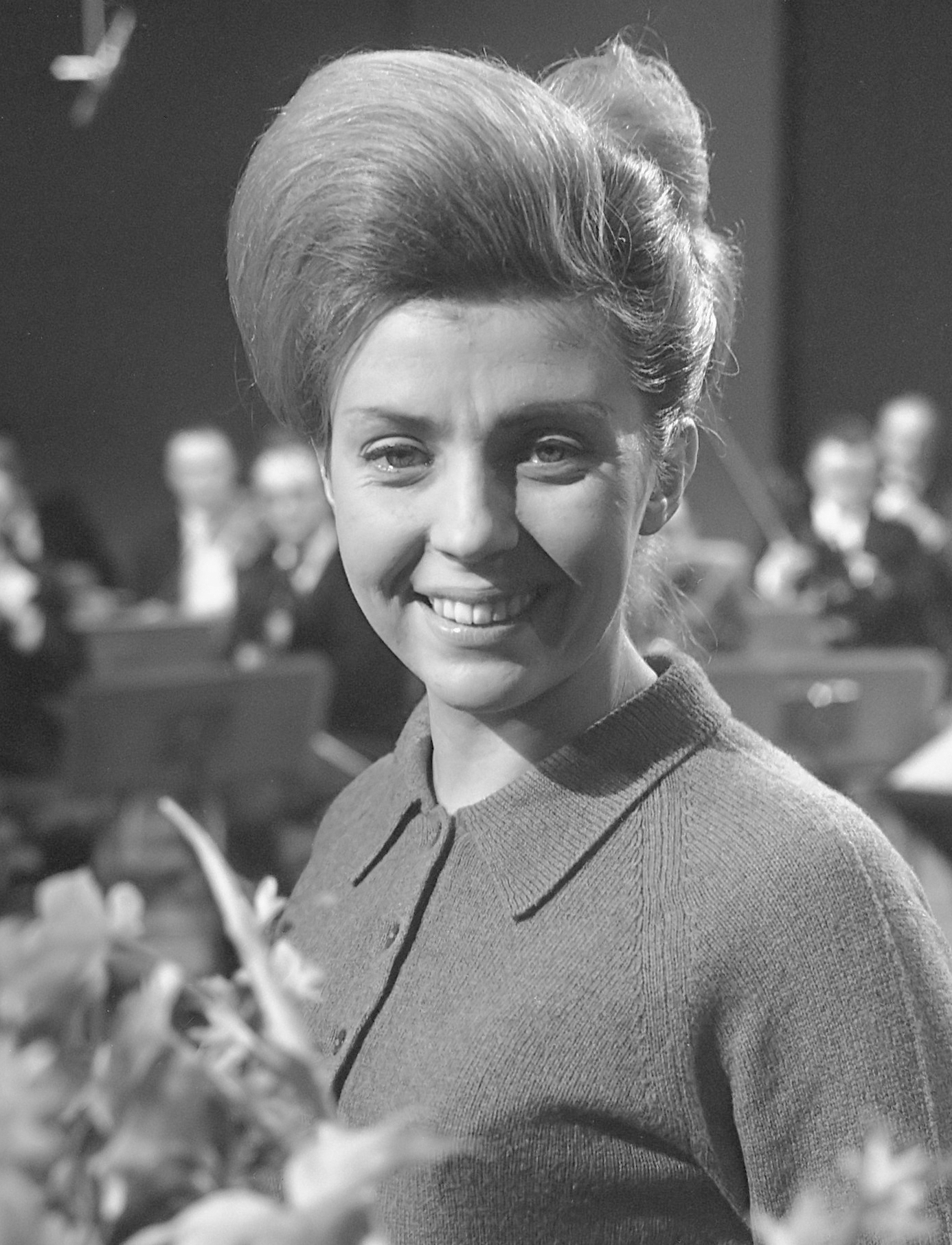
Хелен Шеферд

Игорь Новосёлов

- Байкадамов, Булат Кенжекешевич (72) — советский и казахстанский общественный деятель, уполномоченный по правам человека Республики Казахстан (2002—2007)[242].
- Бонневи, Мишель (96) — французский баскетболист, серебряный призёр летних Олимпийских игр в Лондоне (1948)[243].
- Вестерик, Ко (94) — нидерландский художник[244].
- Вирильо, Поль (86) — французский философ и архитектурный критик[245].
- Геци, Иштван (74) — венгерский футбольный голкипер, серебряный призёр летних Олимпийских игр в Мюнхене (1972)[246].
- Гурин, Василий Иванович (79) — советский и украинский художник, действительный член Академии искусств Украины, народный художник Украины[247].
- Ирзик, Альбин (101) — американский военный деятель, бригадный генерал[248].
- Казаков, Василий Степанович (83) — советский и белорусский организатор здравоохранения, министр здравоохранения Республики Беларусь (1990—1994)[249].
- Калинин, Иван Николаевич (58) — советский и российский игрок в хоккей с мячом и тренер («Водник» Архангельск)[250].
- Конарская, Барбара (75) — польская поэтесса[251].
- Новиков, Юрий Михайлович (72) — советский и российский художник-керамист[252].
- Новосёлов, Игорь Петрович (87) — популяризатор русской культуры и истории за рубежом[253].
- Шеферд, Хелен (78) — голландская эстрадная певица[254].
- Юркин, Александр Валентинович (62) — украинский профсоюзный деятель, председатель Федерации профсоюзов Украины (2005—2008)[255].

### 9 сентября

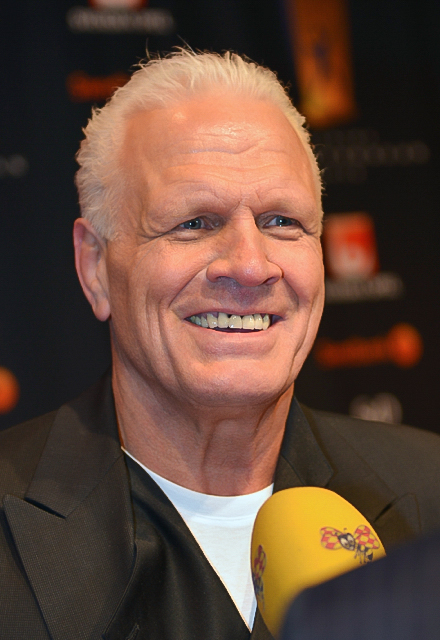
Франк Андерссон

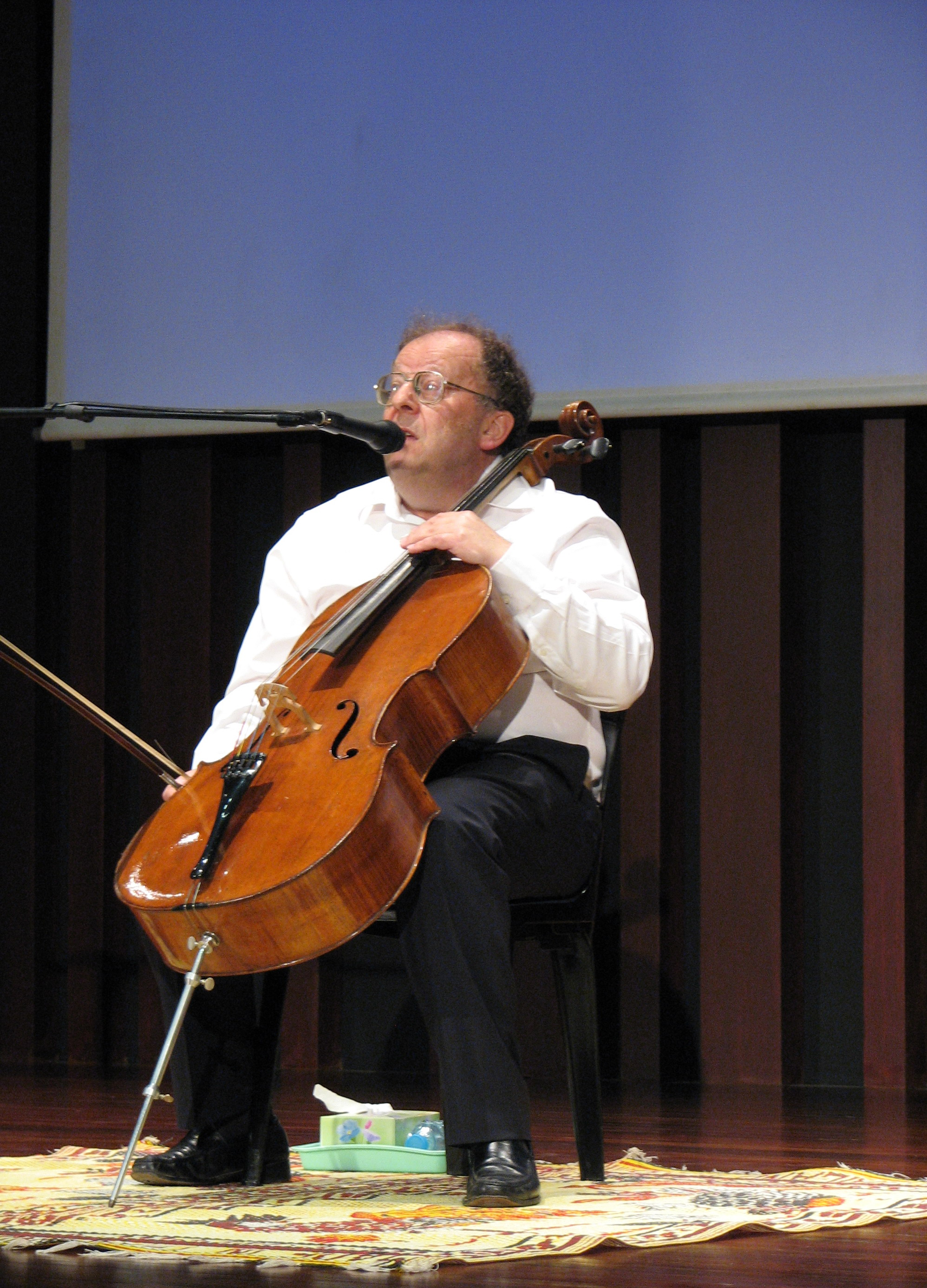
Беат Рихнер

- Андерссон, Франк (62) — шведский борец греко-римского и вольного стилей, бронзовый призёр Олимпийских игр в Лос-Анджелесе (1984), трёхкратный чемпион мира, четырёхкратный чемпион Европы[256].
- Гелденхейс, Йоханнес (83) — южноафриканский военный деятель, командующий Южно-Африканских сил обороны (1985—1990)[257].
- Минарович, Владимир (81) — словацкий актёр[258].
- Рихнер, Беат (71) — швейцарский виолончелист и педиатр[259].
- Сентиль, Ковай (74) — индийский киноактёр[260].
- Трипп, Уоллес Уитни (78) — американский художник, писатель и иллюстратор[261].
- Усабиага Арройо, Хавьер (79) — мексиканский государственный деятель, министр сельского хозяйства (2000—2005)[262].

### 8 сентября

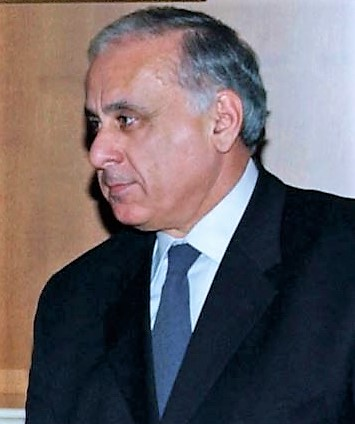
Геннадий Гагулия

- Абу Хасан Омар (77) — малайзийский государственный деятель, министр иностранных дел (1987—1991), главный министр штата Селангор (1997—2002)[263].
- Васильев, Анатолий Иванович (81) — советский и российский поэт и прозаик, врач, заслуженный работник культуры России (1999)[264].
- Винсент, Ричард (87) — британский военачальник, фельдмаршал, председатель Военного комитета НАТО (1993—1996)[265].
- Гагулия, Геннадий Леонидович (70) — советский и абхазский государственный деятель, премьер-министр Республики Абхазия (1995—1997, 2002—2003 и с 2018); ДТП[266].
- Гоа, Рейдар (76) — норвежский футболист («Викинг», национальная сборная); чемпион Норвегии (1972, 1973, 1974, 1975)[267].
- Плескачевский, Виктор Семёнович (61) — российский государственный деятель, депутат Государственной Думы Российской Федерации (1999—2011), председатель комитета по собственности Государственной Думы РФ (2001—2011)[268].
- Ридль, Эрих (85) — немецкий политический деятель, депутат Бундестага (1969—1998), парламентский государственный секретарь Федерального министерства экономики Германии (1987—1993)[269].
- Смит, Челси (45) — американская модель, актриса, певица, телеведущая, победительница конкурсов красоты Мисс США 1995 и Мисс Вселенная 1995[270].

### 7 сентября

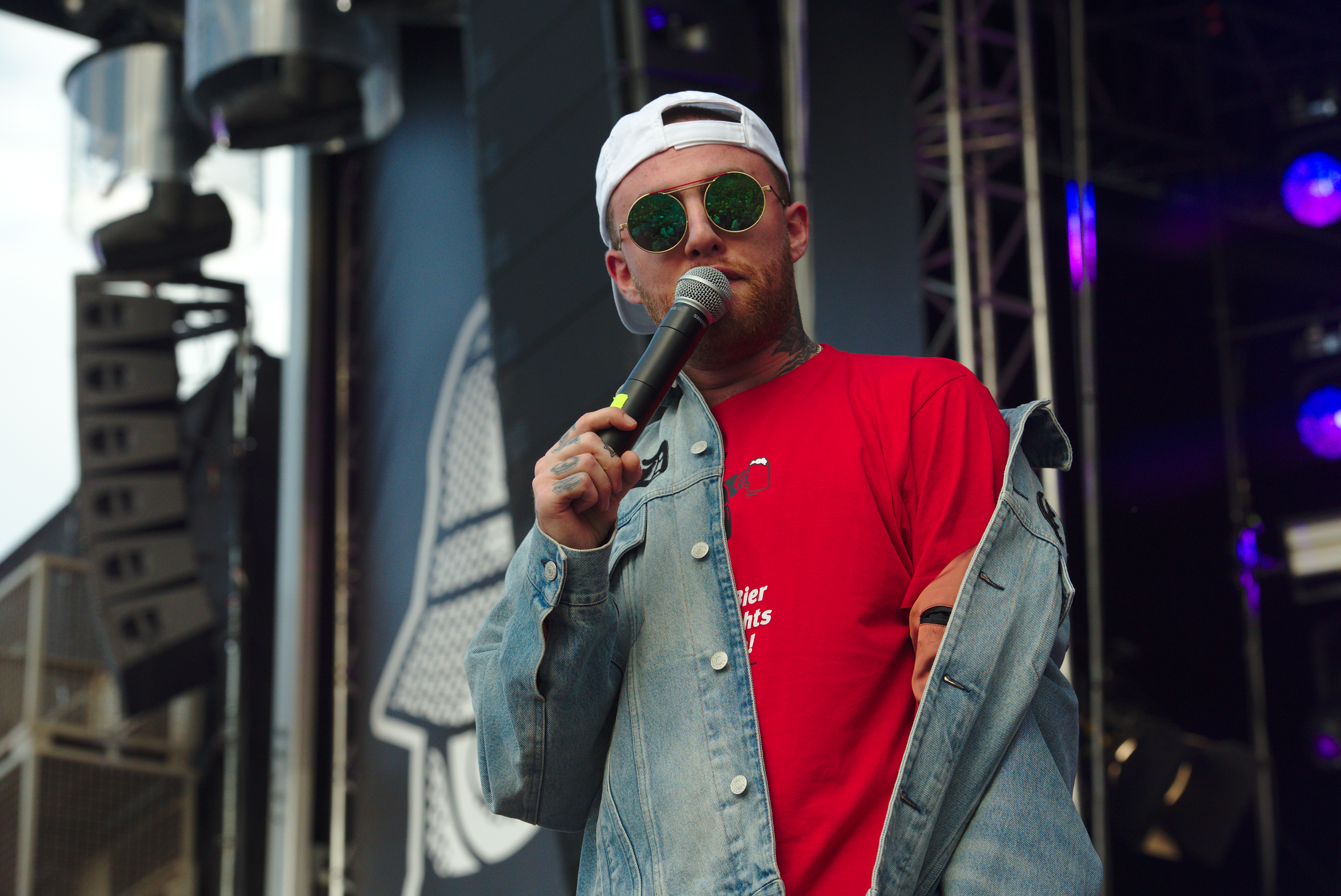
Мак Миллер

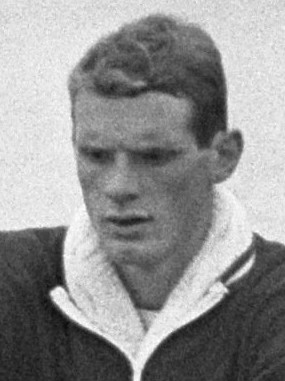
Курт Хельмут

- Акопян, Аветик (74) — советский и армянский художник[271].
- Амодрюз, Гастон-Арманд (97) — швейцарский неофашист, основатель неофашистского общеевропейского альянса Новый европейский порядок[272].
- Бодман, Самуэль (79) — американский государственный деятель, министр энергетики США (2005—2009)[273].
- Валёшек, Павел (80) — польский спидвейный гонщик, серебряный призёр чемпионата мира (1970)[274].
- Грденич, Драго (99) — югославский и хорватский химик, действительный член Хорватской академии наук и искусств (1973)[275].
- Дронов, Игорь Альбертович (57) — российский поэт[276].
- Лизер, Дайан (85) — британская легкоатлетка, двукратный серебряный призёр чемпионатов Европы: в Берне (1954) и в Стокгольме (1958)[277].
- Мак Миллер (26) — американский рэпер; передозировка[278].
- Маргулис, Александр[англ.] (97) — американский учёный в области радиологии, иностранный член РАН (2014)[279].
- Мундебо, Ингемар (87) — шведский государственный деятель, министр экономики (1978—1979), губернатор Уппсалы (1980—1986)[280].
- Павель, Шарлота (71) — польская художница-иллюстратор[281].
- Сабуров, Эдуард Николаевич (79) — советский и российский учёный, доктор технических наук, заслуженный деятель науки и техники РФ (1995), почётный работник высшего профессионального образования РФ (1996)[282].
- Смольская, Ханна (97) — польская актриса[283].
- Хельмут, Курт (74) — датский академический гребец, чемпион летних Олимпийских игр в Токио (1964)[284].

### 6 сентября

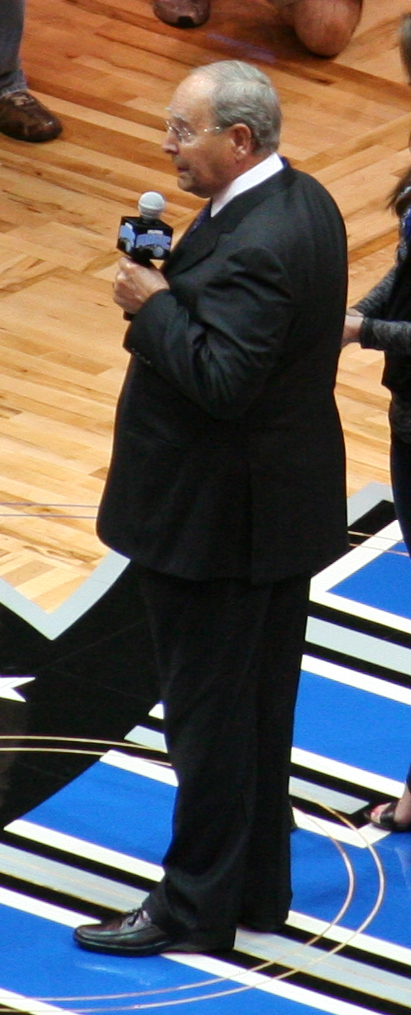
Ричард М. Девос

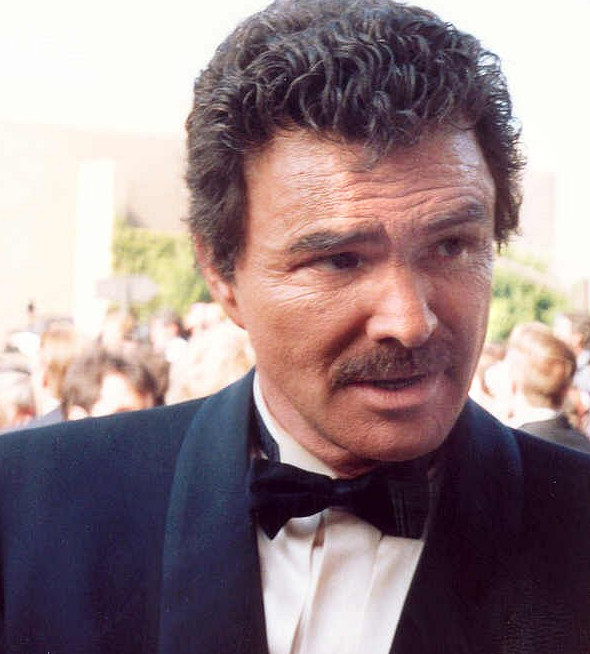
Бёрт Рейнольдс

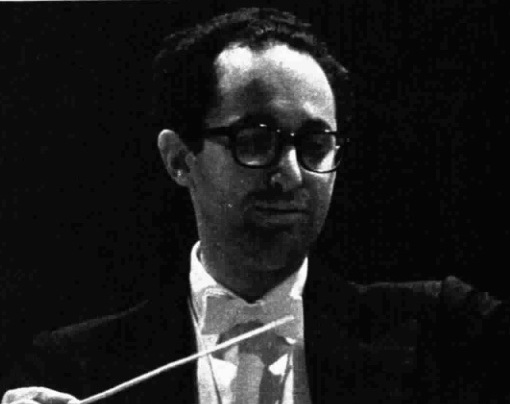
Клаудио Шимоне

- Бенсон, Питер (75) — британский актёр[285].
- Вернстрём, Свен (95) — шведский писатель[286].
- Гайдаенко, Юрий Михайлович (68) — украинский ватерпольный тренер, заслуженный тренер Украины[287].
- Галлямов, Салават (59) — башкирский лингвист[288].
- Девос, Ричард М. (92) — американский предприниматель, сооснователь компании Amway[289].
- Джордан, Уилл (91) — американский актёр[290].
- Лазар, Жильбер (98) — французский лингвист и иранист[291].
- Лобов, Олег Иванович (80) — советский и российский государственный деятель, первый заместитель председателя Совета Министров РСФСР (1991), секретарь Совета безопасности Российской Федерации (1993—1996)[292][293].
- Мамфорд, Тэд (67) — американский сценарист и продюсер, лауреат премии «Эмми» (1973)[294].
- Морейра, Уилсон (81) — бразильский певец и автор песен[295].
- Рейнольдс, Бёрт (82) — американский актёр[296]
- Фрайзер, Лиз (88) — британская актриса[297].
- Швец, Касьян Юрьевич (82) — советский и российский художник, книжный иллюстратор[298].
- Шимоне, Клаудио (83) — итальянский дирижёр[299].
- Эдель, Филипп (61) — французский композитор кино[300].

### 5 сентября

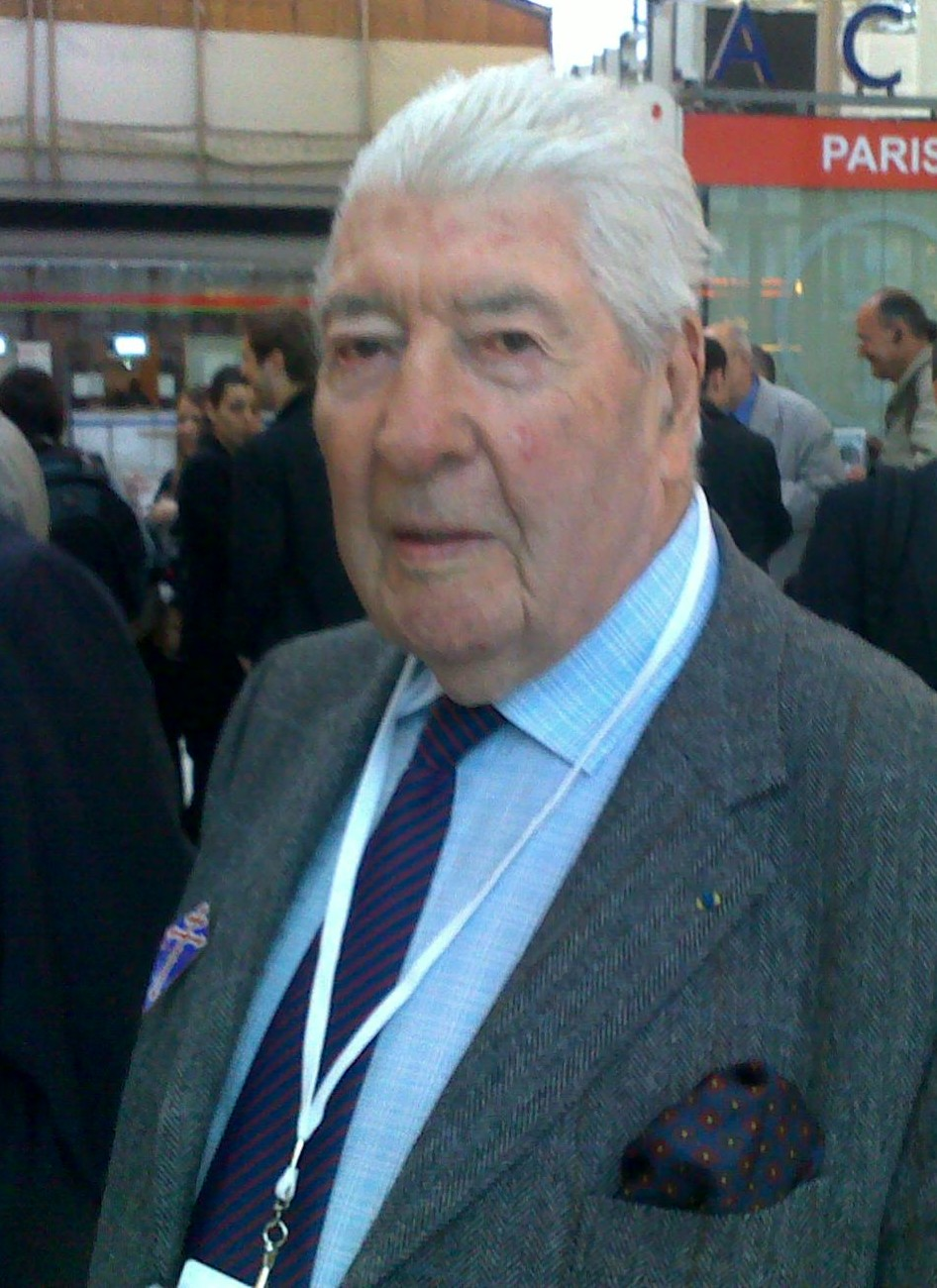
Франсуа Флоик

- Андрейчак, Имрих (77) — словацкий общественный и государственный деятель, министр обороны Словакии (1993—1994)[301].
- Аппал, Присцила (43) — канадская поэтесса[302].
- Бланд, Рэйчел (40) — уэльская журналистка и телеведущая[303].
- Грин, Деннис (87) — австралийский спортсмен по гребле на байдарках и каноэ, бронзовый призёр летних Олимпийских игр в Мельбурне (1956)[304].
- Пеллетье, Жиль (93) — канадский актёр[305].
- Сегалл, Беатрис (92) — бразильская актриса[306].
- Тимонин, Андрей Иванович (56) — российский учёный, основатель и директор Костромского института педагогики и психологии[307].
- Торрини, Рудольф Эдвард (95) — американский скульптор[308].
- Флоик, Франсуа (98) — французский военачальник, вице-адмирал[309].
- Хаури, Эрик (52) — американский геохимик[310].
- Черныш, Николай Константинович (80) — советский и российский театральный актёр, режиссёр, педагог, артист Белгородского драматического театра им. М. С. Щепкина (1967—2007), народный артист РСФСР (1986)[311].
- Шарма, Бхагватикумар (84) — индийский писатель[312].

### 4 сентября

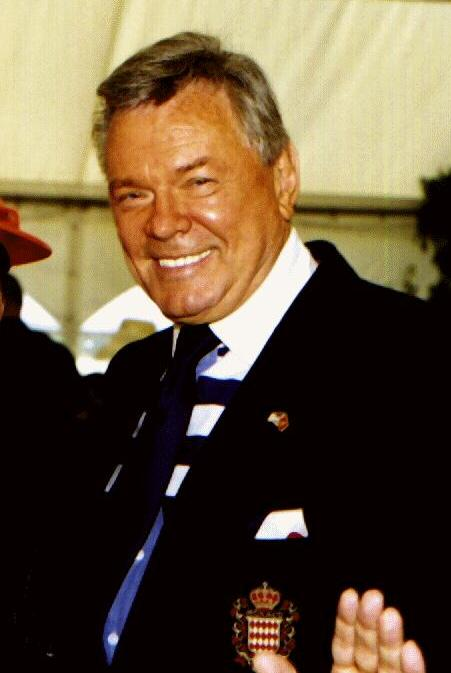
Ральф Вольф Коуэн

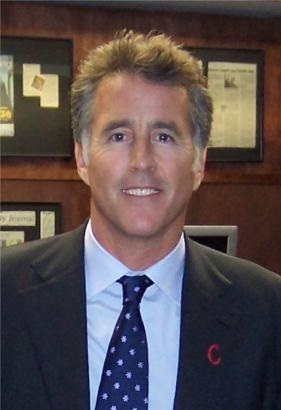
Кристофер Лоуфорд

- Бенеш, Мариан (67) — югославский боксёр, чемпион Европы (1973)[313].
- Гарднер, Дон (87) — американский певец и автор песен[314].
- Дэйли, Билл (91) — американский актёр[315].
- Йеротич, Владета (95) — югославский и сербский философ, академик Сербской академии наук и искусств[316].
- Коуэн, Ральф Вольф (86) — американский художник-портретист[317].
- Коэч, Пол (48) — кенийский легкоатлет, бегун на длинные дистанции, чемпион мира по полумарафону (1998)[318].
- Лазарев, Павел Викторович (48) — российский хоккеист, наиболее известный выступлениями за челябинский «Трактор» (1989—1999)[319].
- Лоуфорд, Кристофер (63) — американский киноактёр[320].
- Майборода, Роман Георгиевич (75) — украинский советский певец (баритон), народный артист Украинской ССР (1989), лауреат Национальной премии Украины имени Тараса Шевченко (2002), сын Георгия Майбороды[321].
- Макдональд, Аб (82) — канадский хоккеист, четырёхкратный победитель Кубка Стэнли (1958, 1959, 1960, 1961)[322].
- Мелёхин, Геннадий Михайлович (82) — советский и российский актёр, выступавший в Русском драматическом театре Карелии (1984—2006), народный артист РСФСР (1982)[323].
- Нехамес, Игорь Маврович (61) — российский писатель и публицист[324].
- Осборн, Бертран (82—83), монтсерратский государственный деятель, главный министр (1996—1997)[325].
- Рикман, Томас (78) — американский сценарист, номинант кинопремии «Оскар» (1981)[326].
- Серна, Элиса (75) — испанская певица и автор песен[327].
- Чамара, Виктор Фёдорович (65) — украинский журналист, генеральный директор Государственного информационного агентства Украины — УКРИНФОРМ (1999—2011)[328].
- Чу Гю Чхан (89) — северокорейский государственный деятель и учёный-ядерщик, заведующий оборонным отделом ЦК Трудовой партии Кореи[329].

### 3 сентября

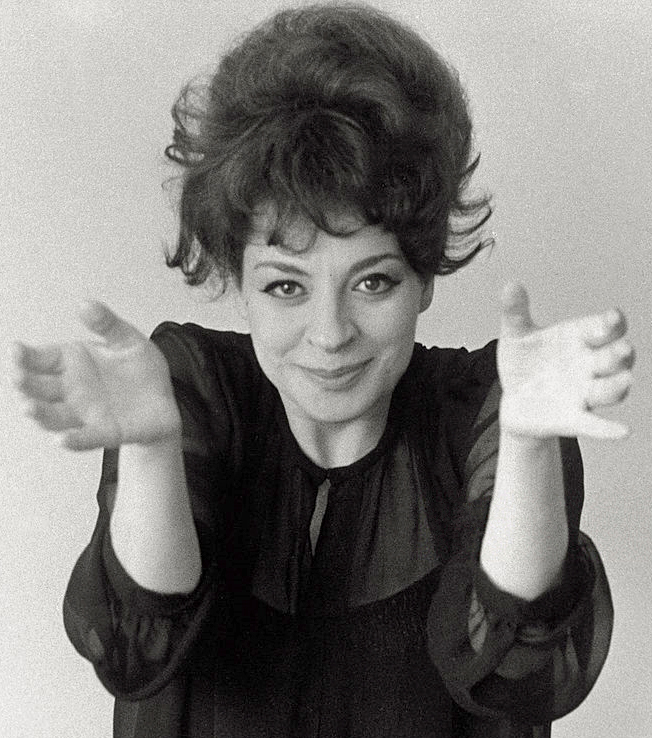
Катина Раньери

- Гервин, Клаус (77) — немецкий футболист, чемпион ФРГ (1966/67) в составе «Айнтрахта» (Брауншвейг)[330].
- Зарипова, Таузиха Гараевна (88) — советский передовик сельскохозяйственного производства, овцевод колхоза им. С. М. Кирова Бавлинского района Татарской АССР, Герой Социалистического Труда (1971)[331].
- Ишервуд, Ян (87) — британский радиолог, иностранный член РАН (2014)[332].
- Кларк-Хестон, Лидия (95) — американская киноактриса[333].
- Куйв, Элар — советский и эстонский скрипач, солист камерного оркестра Hortus Musicus[334].
- Пирс, Жаклин (74) — британская актриса[335].
- Раньери, Катина (93) — итальянская актриса и певица[336].
- Реутова, Евгения Николаевна (63) — российский архитектор, заслуженный архитектор России[337].
- Хаккани, Джалалуддин (78/79) — полевой командир Афганской войны, основатель и лидер движения «Сеть Хаккани»[338].
- Черепанов, Сергей Ефимович — российский скульптор[339].
- Шадрин, Николай Иванович (70) — советский и российский театральный актёр и писатель, артист Курского областного драматического театра (1977—2018)[340].

### 2 сентября

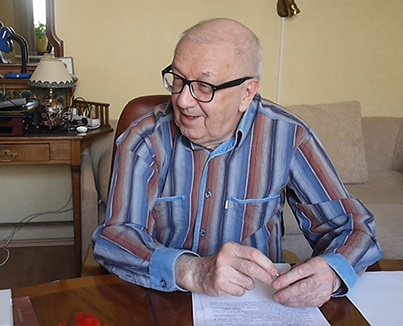
Анатолий Дмитриев

- Ганиева, Суйима (85) — советский и узбекский литературовед, исследователь творчества Алишера Навои, Герой Узбекистана[341].
- Гурский, Алексей Георгиевич (97) — советский партийный деятель, первый секретарь Измаильского городского комитета Компартии Украины (1965—1977)[342].
- Дмитриев, Анатолий Васильевич (83) — советский и российский социолог, член-корреспондент РАН (1994)[343].
- Калитина, Нина Николаевна (92) — советский и российский историк искусства[344].
- Посметьев, Олег Евгеньевич (52) — советский и украинский хоккеист («Сокол» Киев)[345].
- Сэведж, Конвей (58) — американский рок-музыкант, клавишник группы Nick Cave & The Bad Seeds[346].
- Эйде, Ида (30) — норвежская лыжница, член сборной Норвегии по лыжным гонкам (2009—2014)[347].

### 1 сентября

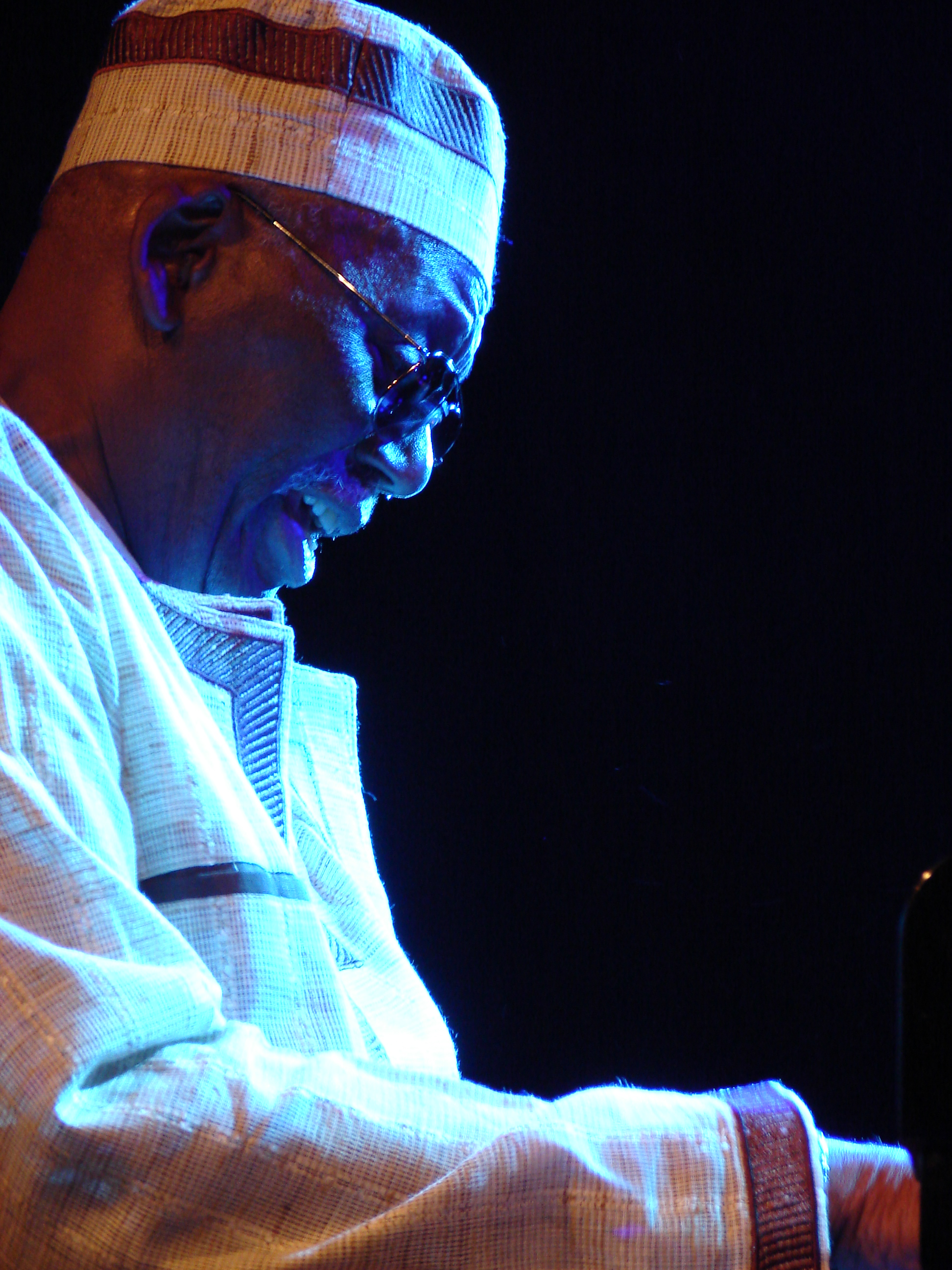
Рэнди Вестон

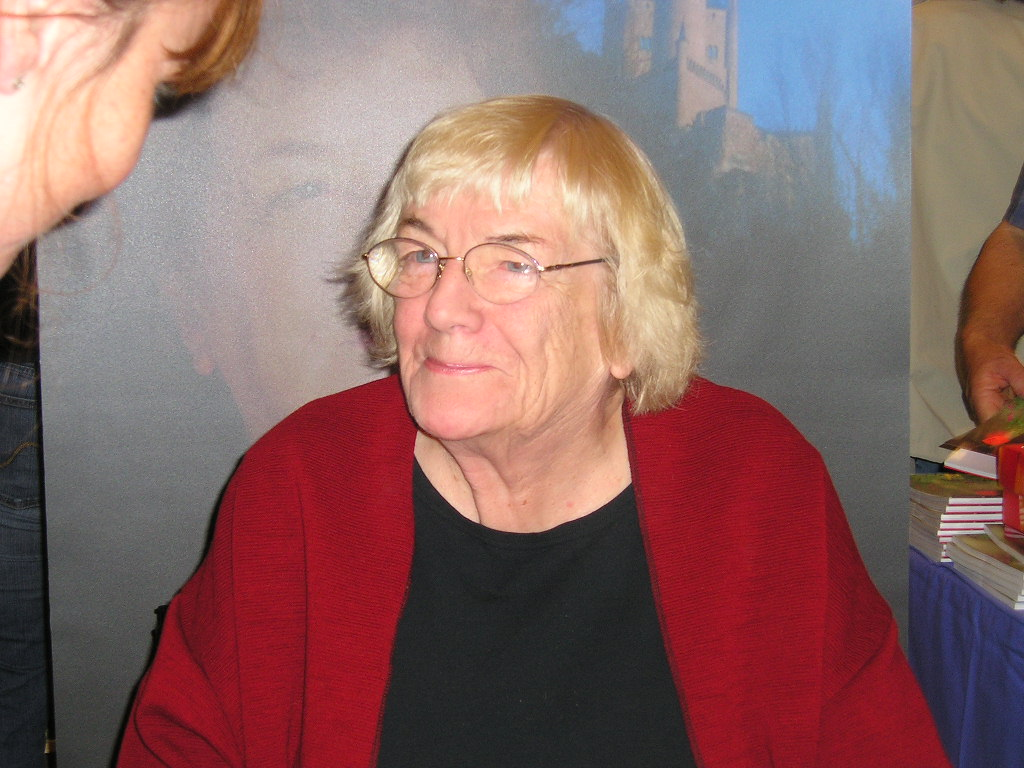
Маргит Сандему

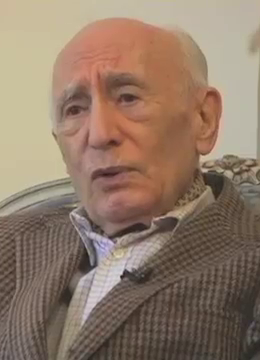
Эсхан Яршатер

- Бадзё, Юрий Васильевич (82) — украинский политический деятель, советский диссидент, основатель Демократической партии Украины (ДемПУ)[348].
- Боуэн, Кеннет (86) — британский оперный певец[349].
- Вестон, Рэнди (92) — американский джазовый пианист и композитор[350].
- Зайтлингер, Жан (93) — французский политик, депутат Национального собрания Франции (1958—1997), депутат Европейского парламента (1979—1984)[351].
- Петлин, Ирвинг (83) — американский художник[352] Архивная копия от 7 сентября 2018 на Wayback Machine.
- Роблес, Карлос (92) — чилийский футбольный арбитр, ранее — хоккеист[353].
- Сандему, Маргит (94) — норвежская писательница[354].
- Ушаков, Святослав Михайлович (96) — советский и российский театральный актёр, артист Нижегородского театра драмы имени М. Горького[355].
- Шитюк, Николай Николаевич (64) — украинский историк; убит[356].
- Этерман, Александр (?) — израильский журналист и публицист[357].
- Яршатер, Эхсан (98) — ирано-американский иранист[358].